# Büyükkale
Koordinaten: 40° 0′ 54″ N, 34° 37′ 7″ O

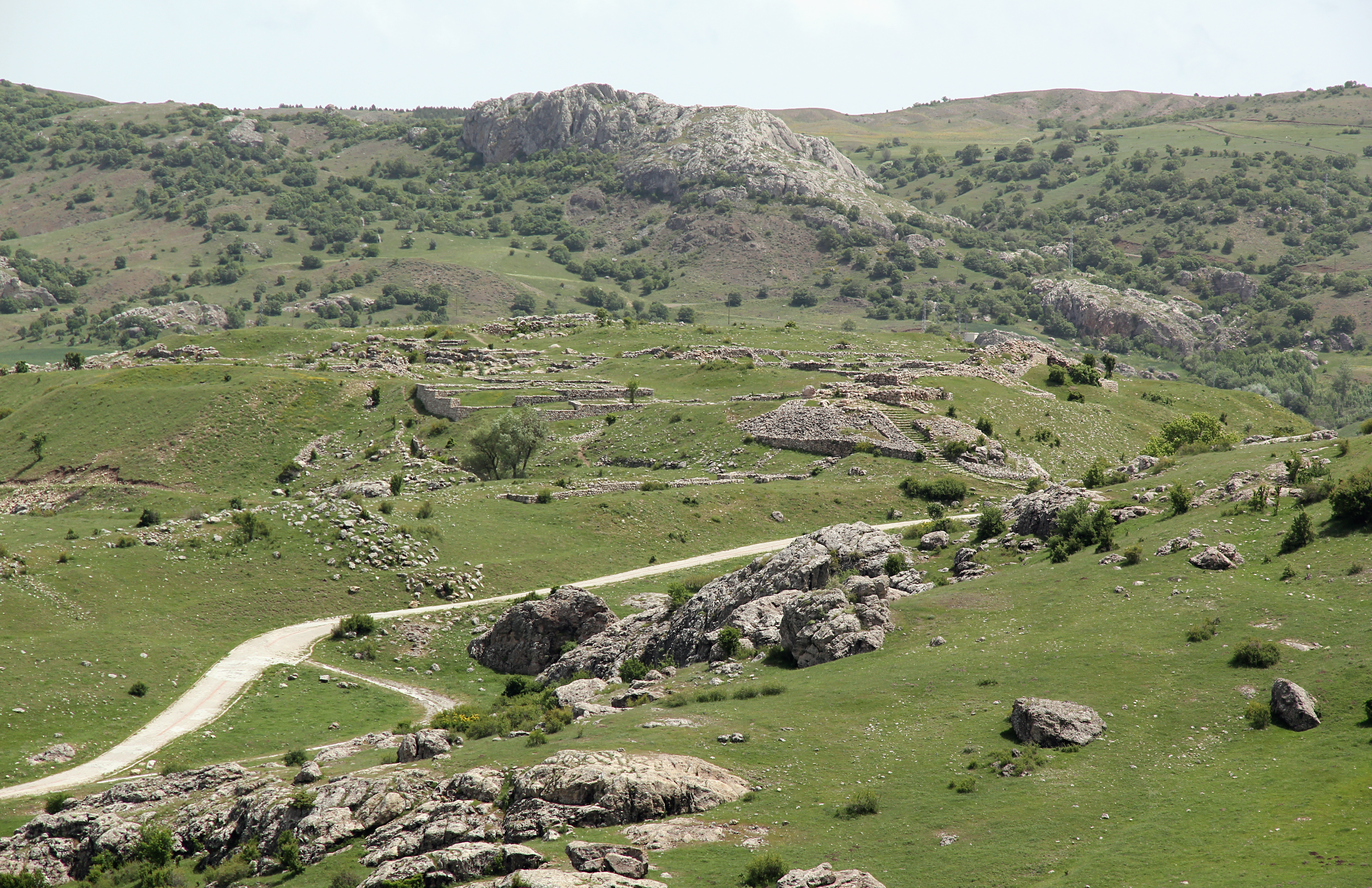
Büyükkale von Westen

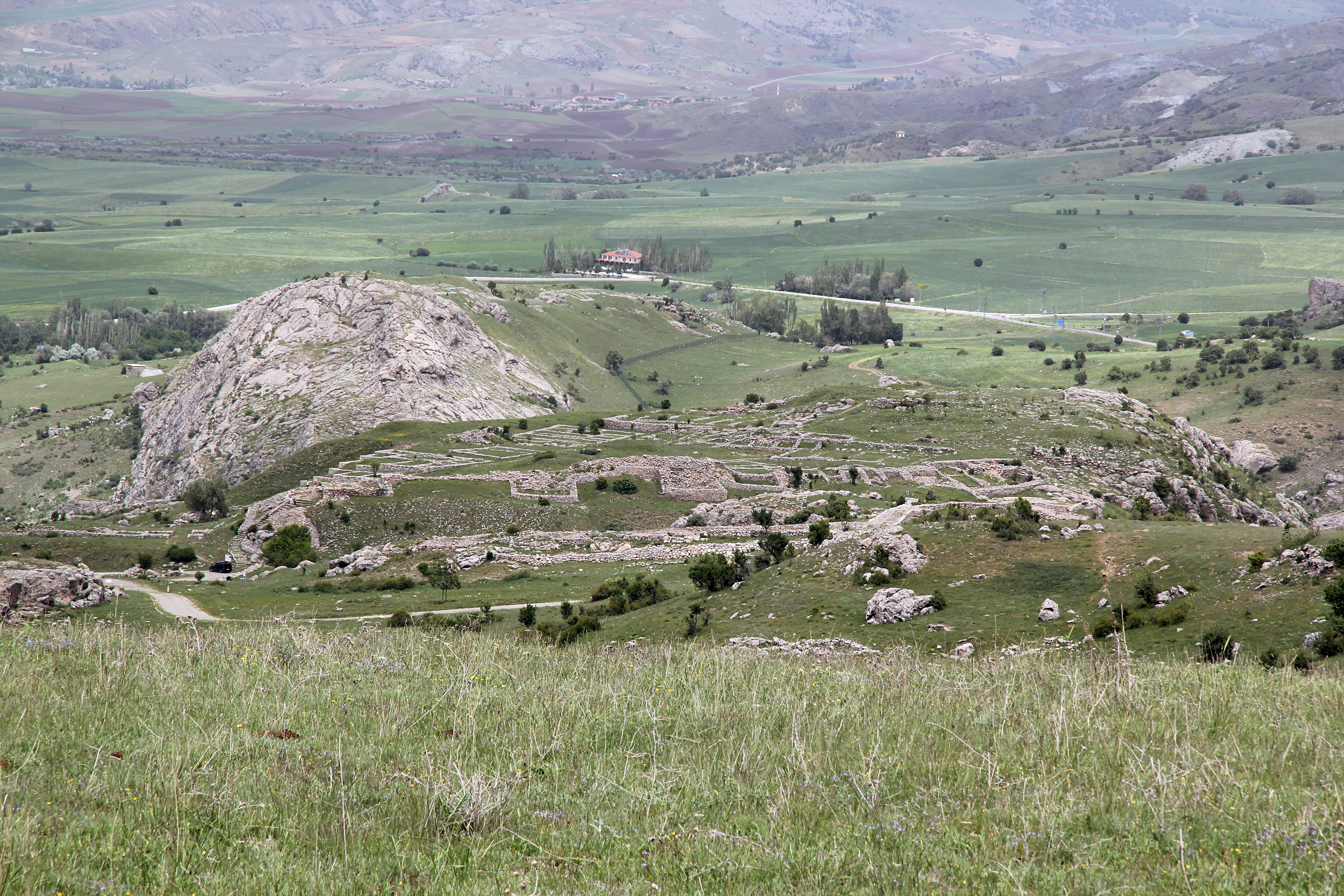
Büyükkale von Süden, im Hintergrund Ambarlıkaya und Büyükkaya

Büyükkale (türkisch für Große Burg) ist ein Felsrücken in der hethitischen Hauptstadt Ḫattuša. Er war von der frühen Bronzezeit im späten 3. Jahrtausend v. Chr. bis in römische Zeit besiedelt. Schon vor der Ankunft der Hethiter in der Zeit der Hattier existierte eine befestigte Siedlung, ebenso in der Zeit der assyrischen Handelskolonien (Karumzeit). Während des hethitischen Großreichs wurde der Hügel immer weiter bebaut und befestigt und trug in der zweiten Hälfte des 2. Jahrtausends v. Chr. den Regierungssitz der hethitischen Großkönige. Auch in späterer phrygischer, hellenistischer und römischer Zeit gab es ummauerte Siedlungen auf dem Büyükkale. Ab dem frühen 20. Jahrhundert wurde der Felsrücken – vornehmlich von deutschen Archäologen – eingehend erforscht und ausgegraben. Für die Hethitologie bedeutsam ist die dortige Burganlage auch wegen einer großen Anzahl an Keilschrifttafeln, die in den Gebäuderesten gefunden wurden und in hethitischer Sprache, aber auch in mehreren anderen Sprachen verfasst sind.

## Forschungsgeschichte

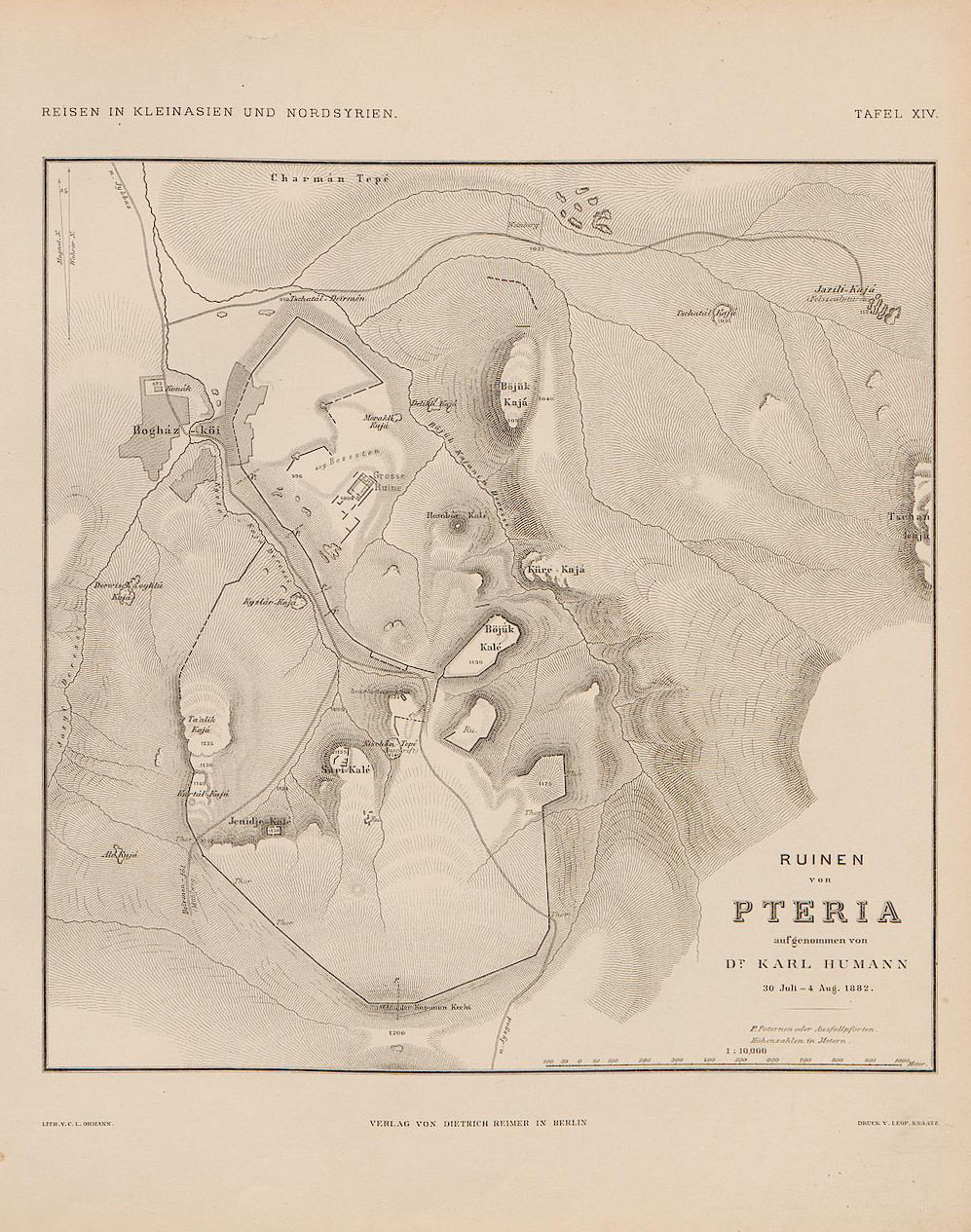
Plan Ḫattušas von Carl Humann (1882), in der Mitte Büyükkale (Böjük Kale)

Bereits der französische Reisende Charles Texier, der 1834 die Ruinen bei Boğazköy entdeckte und sie für die Überreste des antiken Pteria hielt, verzeichnete die Burg auf seinem Stadtplan unter der Bezeichnung Esplanade. Der britische Geologe William John Hamilton, der 1836 den Ort besuchte, berichtet als erster über die Gruben bzw. Zisternen auf dem Gelände und über zahlreiche Keramikscherben. Auf dem genaueren Plan Carl Humanns von 1882 ist die Festung als Böjük Kale eingetragen. Mit dem französischen Archäologen Ernest Chantre begannen die ersten Grabungen auf Büyükkale. Nachdem er 1893 einzelne Tontafelfragmente mit Keilschrift gefunden hatte, unternahm er im folgenden Jahr eine Sondage, wahrscheinlich im westlichen Teil des Hügels. Diese Funde erregten allgemeines Interesse, da sie weitergehende Aufschlüsse über Zusammenhänge im alten Orient versprachen. Daraufhin reiste der deutsche Altorientalist Hugo Winckler 1905 nach Boğazköy, wo er gemeinsam mit Theodor Makridi bis 1907 Ausgrabungen unternahm, vermutlich an der gleichen Stelle wie Chantre, wobei sie ihr Hauptaugenmerk allerdings auf die Keilschrifttexte richteten und die Architektur weitgehend unbeachtet ließen. Dabei kamen zahlreiche Tontafeln ans Tageslicht, die Winckler zu dem Schluss brachten, dass es sich bei den Ruinen von Boğazköy um Ḫattuša, die Hauptstadt des hethitischen Großreichs handeln müsse. Die selbst für die damalige Zeit unsystematischen und unpublizierten Ausgrabungen wurden zumindest in Teilen von Otto Puchstein, der zur gleichen Zeit vor Ort war, dokumentiert.
Von 1907 bis 1931 ruhten – auch im Zusammenhang mit dem Ersten Weltkrieg – die Arbeiten auf Büyükkale. 1931 nahm der deutsche Prähistoriker Kurt Bittel im Auftrag des Archäologischen Instituts des Deutschen Reichs, des heutigen Deutschen Archäologischen Instituts (DAI), und der Deutschen Orient-Gesellschaft die Grabungen in Boğazköy wieder auf, wobei er sich zunächst auf Büyükkale konzentrierte. Schon in den nächsten zwei Jahren kamen auch große Mengen von Keilschrifttafeln ans Licht. Hauptsächlich diese Funde gaben den Ausschlag dafür, dass die Grabungen bis heute fortgesetzt wurden. Dabei wurden nun auch systematisch Architekturreste aus verschiedenen Schichten ergraben und dokumentiert. Die Grabungsarbeiten gingen unter Bittels Leitung und mit Unterstützung des DAI, der DFG und verschiedener Sponsoren zunächst bis 1939 weiter und wurden nach einer kriegsbedingten Unterbrechung ab 1952 fortgesetzt, nun gemeinsam mit dem Bauforscher und Archäologen Rudolf Naumann. 1954 bis 1966 war Peter Neve für die Büyükkale-Forschungen verantwortlich, der ab 1978 die Gesamtleitung der Grabungen in Ḫattuša übernahm. Sein Nachfolger war ab 1994 Jürgen Seeher, seit 2006 hat Andreas Schachner die Grabungsleitung inne. Funde und Befunde sind ab Beginn des 20. Jahrhunderts regelmäßig in den Schriftreihen Mitteilungen der Deutschen Orient-Gesellschaft zu Berlin und Wissenschaftliche Veröffentlichungen der Deutschen Orient-Gesellschaft veröffentlicht worden. Die erste Gesamtbestandsaufnahme der Architektur publizierte Peter Neve 1982 unter dem Titel Büyükkale – Die Bauwerke.
Die Funde werden im lokalen Museum in Boğazkale, im Museum Çorum und größtenteils im Museum für anatolische Zivilisationen in Ankara ausgestellt.

## Lage
Der aus mesozoischem Kalkstein bestehende Felsrücken gehört als Ausläufer zu einem Bergzug, der das Tal des Budaközü Çayı nach Osten abschließt. Er ist von Südwesten nach Nordosten ausgerichtet, das Hochplateau hat eine Größe von etwa 260 × 150 Metern. Die höchste Erhebung ist eine Felsbarriere im Nordosten mit einer Höhe von 1128 Metern über Meereshöhe. Vor der Bebauung war die Oberfläche wesentlich stärker zergliedert, als es heute erkennbar ist. Durch die baulichen Maßnahmen und natürliche Einwirkungen wurde die Oberfläche deutlich eingeebnet. Vor allem im Norden und Osten ist das Plateau durch steil abfallende Felswände geschützt, im Süden und Westen sind die Abhänge sanfter. Es liegt im östlichen Zentrum des Stadtgebiets von Ḫattuša an der Grenze zwischen Ober- und Unterstadt. Die die Unterstadt von der jüngeren Oberstadt trennende Stadtmauer – Poternenmauer genannt – bildet gleichzeitig die südliche Ummauerung der Festung. Sie umläuft in großem Bogen die Altstadt und schließt von Norden kommend wieder an die nördliche Befestigung von Büyükkale an. Südlich des Hügels liegt die als Südburg bezeichnete Erhebung, die ein Heiligtum mit einer Hieroglyphenkammer und später eine phrygische Befestigung trug. Südwestlich, wo auch der Eingang liegt, führt heute am Fuß des Hügels die moderne Straße vorbei, die vom Löwentor herabkommt. Schräg gegenüber, westlich der Straße, findet sich der Felsen Nişantepe mit der Nişantaş genannten Felsinschrift Šuppiluliumas II. Der Felsrücken bot einen guten Überblick über die Unterstadt und große Teile der Oberstadt.

## Geschichte
Die ältesten Besiedlungsspuren in Ḫattuša stammen aus dem Chalkolithikum im 6. Jahrtausend v. Chr. und sind auf dem Felsrücken Büyükkaya zu finden, nördlich von Büyükkale. Büyükkale selbst war seit der ausgehenden frühen Bronzezeit bewohnt, die ältesten Nachweise sind Vorratsgruben im Süden und Südwesten des Plateaus. Ihre Datierung ist unsicher, nachweisbar ist lediglich die Entstehung vor 2000 v. Chr. Danach begann der Ausbau des Hochplateaus zur Siedlung. Sie beschränkte sich zunächst auf den Südteil, wies aber bereits im 19. Jahrhundert v. Chr. eine Befestigung auf. Als ihre Bewohner kommen die vorhethitischen Hattier in Frage. Mit der Zerstörung der gesamten Stadt Ḫattuša durch Anitta von Kaniš um 1700 v. Chr. ging auch diese Besiedlung auf dem Büyükkale in einer Brandkatastrophe zu Grunde. Die Neubesiedlung setzte etwa 100 Jahre später wieder ein, als die Stadt um 1600 v. Chr. durch Ḫattušili I. neu gegründet wurde. Vermutlich wegen der Raubzüge der Kaškäer errichtete Ḫantili I. an der Wende vom 17. zum 16. Jahrhundert v. Chr. die erste Mauer um die Stadt, die seiner Aussage nach bis dahin ungeschützt war. Sie war wahrscheinlich identisch mit der Poternenmauer, die den südlichen Abschnitt der Befestigung von Büyükkale bildet. Infolge von Thronstreitigkeiten, die schon unter Ḫantili einsetzten, kam es zu einem wirtschaftlichen und politischen Niedergang der Stadt, den wohl Nachbarn ausnutzten, sodass die Stadt erneut gebrandschatzt wurde und anschließend langsam verfiel. Erst durch den Thronfolgeerlass des Telipinu nach 1500 v. Chr. wurde die Thronfolge geregelt, sodass interne Streitigkeiten beendet und die Herrschaft gefestigt wurde, wonach die Stadt neu aufgebaut wurde. Auf dem Büyükkale folgte erstmals ein systematischer Aufbau eines Palastzentrums. Es fiel erst nach 1280 v. Chr., vermutlich im Zusammenhang mit den Thronstreitigkeiten zwischen dem designierten Herrscher Urḫi-Teššup (Muršili III.) und seinem Onkel, dem späteren Großkönig Ḫattušili III., wieder einer Zerstörung zum Opfer. Letzterer sowie sein Sohn und Nachfolger Tudḫaliya IV. zeichneten verantwortlich für den erneuten Aufbau des letzten großreichszeitlichen Palastes, der schließlich mit dem Ende des Hethiterreichs um 1180 v. Chr. wiederum der Zerstörung anheimfiel.
Vom 8. bis 6. Jahrhundert v. Chr. sowie in römischer Zeit war das Plateau zwar bewohnt und meist auch befestigt, es erlangte aber nie mehr überregionale Bedeutung. Über eine mögliche weitere Geschichte ist nichts bekannt.

## Aufbau
Der Burghügel wurde in mehreren Bauperioden und Schichten bebaut. Eine erste Einteilung in fünf Schichten entstand bereits in den 1930er-Jahren, wobei von oben nach unten nummeriert wurde:
- Schicht I
- Schicht II – beide nachhethitisch
- Schicht IIIb
- Schicht IIIa – beide großreichszeitlich
- Schicht IV – althethitisch

Diese Einteilung wurde später mehrfach verändert und erweitert, aber im Grundgerüst trotz einiger Schwächen beibehalten. So waren beispielsweise die – wenn auch nur spärlich vertretene – römische und byzantinische Periode darin nicht erfassbar. Die heutige Einteilung sieht folgendermaßen aus:
| Schicht | Zeit                   |
| ------- | ---------------------- |
|         | Byzantinisch           |
|         | Römische Kaiserzeit    |
|         | Hellenistisch          |
| Ia      | Jünger-Phrygisch       |
| Ib      | Jünger-Phrygisch       |
| IIa     | Älter-Phrygisch        |
| IIb     | Älter-Phrygisch        |
| III     | Hethitisches Großreich |
| IVa–b   | Hethitisches Großreich |
| IVc     | Alt-Hethitisch         |
| IVd     | Karumzeitlich          |
| Va      | Karumzeitlich          |
| Vb      | Karumzeitlich          |
| Vc      | Vorhethitisch          |
| Vd–f    | Vorhethitisch          |
| Vg      | vor 2000               |

Die einzelnen Schichten umfassen dabei teilweise noch mehrere Bauphasen.

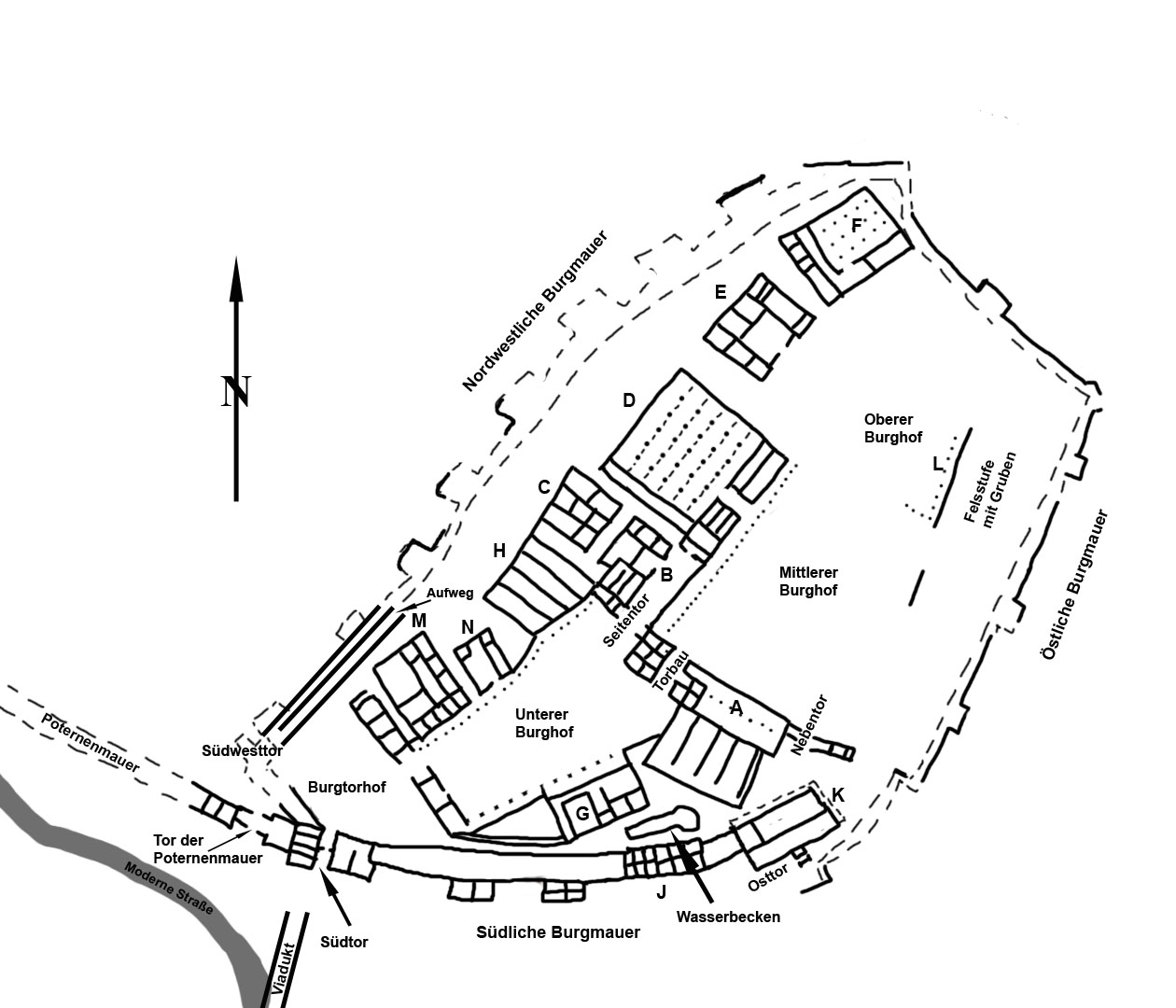
Plan von Büyükkale im 13. Jahrhundert v. Chr.

Bei der folgenden Beschreibung ist zu beachten, dass die Zeichnung den Zustand der späten Großreichszeit im 13. Jahrhundert v. Chr. (Schicht III) abbildet.

### Vorhethitische Zeit
Die ältesten Zeugnisse sind mehrere in den anstehenden Lehm eingetiefte runde Gruben, die im Süden und Südwesten des Plateaus neben dem Oberen Burghof, im Bereich der späteren Häuser M und N, gefunden wurden. Von stark divergierender Größe, sind sie zwischen 0,25 und 0,95 Meter tief und haben Durchmesser von 0,60 bis 1,95 Metern. Sie stellten vermutlich Vorratsspeicher dar, die in späterer Zeit als Abfallgruben genutzt wurden. In den Gruben wurden unter anderem Fragmente eines kupferzeitlichen Pithos gefunden, außerdem bemalte Scherben der sogenannten Alişar-III-Ware und monochrome Scherben sowohl handgefertigter als auch auf der Töpferscheibe erstellter Art. Eine genauere zeitliche Einordnung ist bis dato nicht möglich, lediglich eine Entstehung von oder während der Zeit von Schicht V ließ sich feststellen.
Aus den vorhethitischen Schichten Vd–g konnten verschiedene Reste von Grundmauern, vornehmlich im südlichen Teil der Plateaufläche, erkannt werden. Sie bestehen aus Bruchsteinen, über ihre Bestimmung sind keine Aussagen möglich. Lediglich eine gegen Süden gerichtete starke Mauer im Bereich des späteren Burgtorhofs scheint eine Wehrmauer darzustellen. Demnach kann schon in dieser Zeit von der Existenz einer Befestigung auf Büyükkale ausgegangen werden. Die Funde sind ähnlich wie in den Gruben handgearbeitete Keramik, Alişar-III-Ware sowie dünnwandige Scheibenware, sogenannte Blumentopfware. Der Schicht Vd wird ein spatelähnliches Bronzegerät zugerechnet. Für Schicht Vc konnten im Bereich des späteren unteren Burghofs mehrere Häuser mit Lehmfußboden nachgewiesen werden, von denen zum Teil nicht nur die Steinfundamente, sondern auch einige Schichten des aufgehenden Mauerwerks aus Lehmziegeln erhalten waren. In dem größten, aus acht Räumen bestehenden Haus, das über drei Terrassen gebaut war, kamen zwei komplett verkohlte Türblätter von 85 × 180 Zentimetern ans Licht. Das Haus war vermutlich der Wohnsitz einer höherstehenden Person. Ein anderes Gebäude hatte wohl zwei Stockwerke. In den Gebäuden wurden Pithoi, Geschirr, Herdstellen, Topfständer, eine steinerne Gussform, eine beinerne Stecknadel, Stempel, verbranntes Getreide und ein menschliches Skelett gefunden. Die Bauten wurden alle in einer Brandkatastrophe vernichtet. Auf Grund von C14-Analysen an den gefundenen Holzteilen werden sie zwischen 1800 und 1600 v. Chr. datiert.

### Karumzeit
Von den vorhethitischen Schichten Va und Vb sind nur noch spärliche Fundamentreste erhalten, da sie durch Umbauten der folgenden Schicht IVd planmäßig überbaut, teilweise abgetragen und planiert wurden. Sie enthielten nur wenige Reste von hand- und scheibengemachter Keramik. Die Datierung ist unsicher. Die Schicht IVd dagegen ist sicher als karumzeitlich zu datieren. Zu ihr gehören zum einen Teile einer über vier Meter breiten Mauer im Bereich des unteren Burghoftores. Sie stellen die ältesten Spuren einer Befestigung auf Büyükkale dar, auch wenn sie wohl teilweise auf dem Schutt einer älteren Mauer errichtet wurden. Zum anderen konnten im süd- und südwestlichen Bereich verschiedene Gebäudereste ergraben werden. Bei den meisten sind nur Mauerfragmente nachweisbar, eine Ausnahme bildet das Gebäude I/IVd. Das Haus hatte eine erhaltene Größe von 23 × 21 Metern und bestand aus mindestens zwölf zum Teil zweigeschossigen Räumen und einem Hof mit Feuerstelle. Im Hof wurde neben reichhaltigen Geschirrfunden ein halbes Geweih eines Rothirsches als Rest einer Mahlzeit gefunden, aber in der Nähe der Herdstelle auch ein Kinderskelett, was eine zusätzliche Verwendung als Begräbnisplatz belegt. Auch die Funde in den Räumen waren reichhaltig. Zu den Keramikfunden gehören wieder Pithoi, verzierte Schnabel- und Henkelkannen, Schalen, bemalte Turmvasen sowie Tierrhyta in Löwen- und Entenform. Es ist sowohl Gebrauchsgeschirr darunter als auch Kultgefäße. Außerdem fanden sich ein Mahlstein, ein Stück Bleiblech und Bronzenadeln. In mehr als hundert Tonklumpen, die in den Wänden verarbeitet waren, waren zahlreiche Siegelabdrücke zu erkennen. Sie hatten einen Durchmesser von einem Zentimeter und zeigten Ornamente und stilisierte Tier- und Menschenfiguren. Der Beginn der Bauschicht IVd wird in die Zeit der assyrischen Handelskolonien (assyrisch karum), genauer ins 19. Jahrhundert v. Chr., datiert. Ihr Ende bestimmte eine verheerende Brandkatastrophe am Übergang vom 18. zum 17. Jahrhundert, beim Überfall Anittas von Kuššara auf Ḫattuša.

### Frühhethitische Zeit

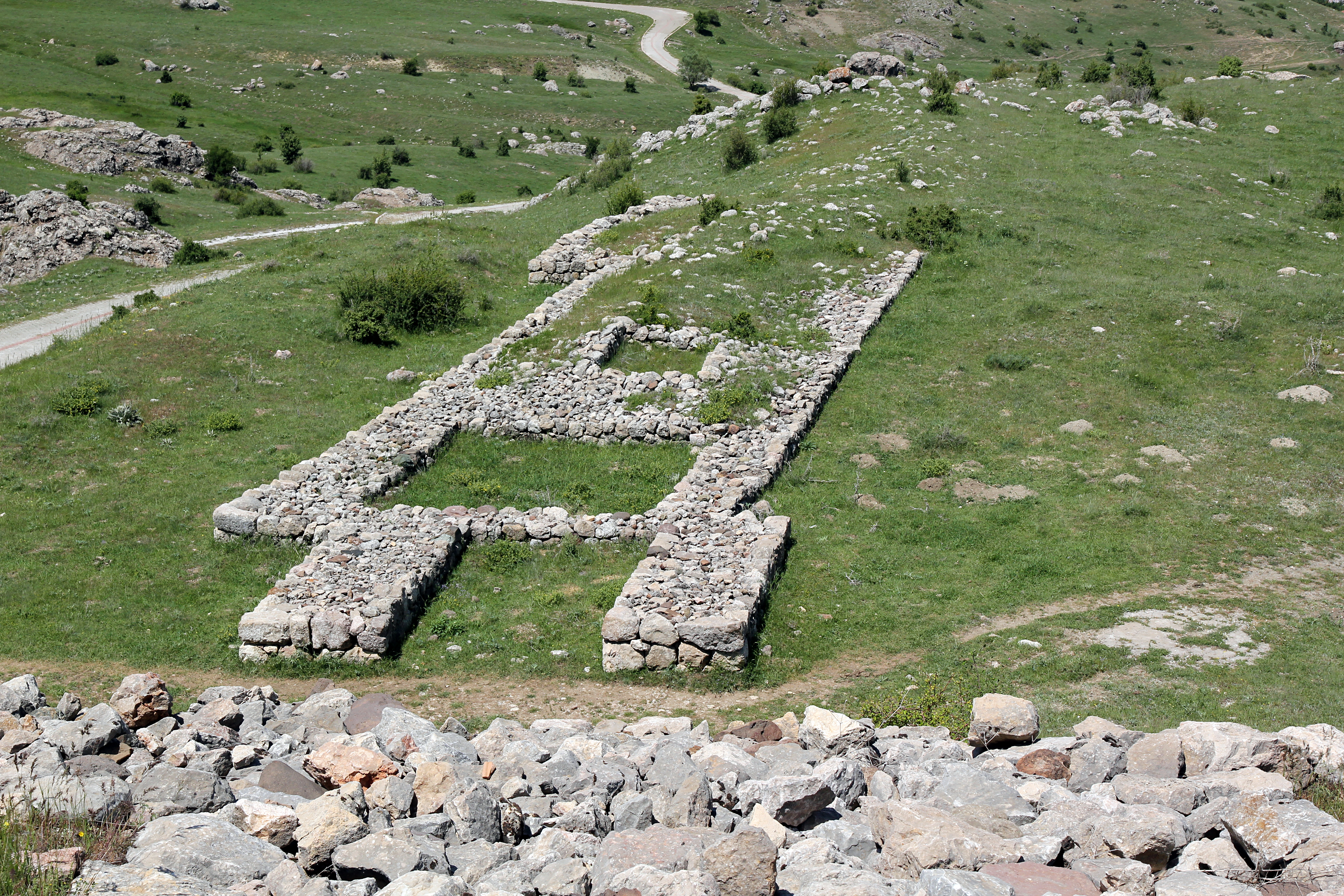
Tor der Poternenmauer am südwestlichen Fuß von Büyükkale

Zur althethitischen Bauschicht IVc gehören Siedlungsreste in verschiedenen Teilen des Plateaus sowie Bauten am südwestlichen Hang des Burgbergs. Dort sind von den Gebäuden nur spärliche Spuren erkennbar, da sie zum größten Teil von der Poternenmauer überbaut sind, die in der letzten Phase von IVc errichtet wurde. Sie stellt die älteste hethitische Stadtbefestigung von Ḫattuša dar. Sie setzte sich von Büyükkale nach Nordwesten fort und umschloss die entstehende Unterstadt. In großem Bogen umlief sie sie – zum Teil vom heutigen Ort Boğazkale überbaut – und schloss im Norden wieder an die dortige Mauer von Büyükkale an. Sie war ohne Mörtel aus zwei etwa 2,7 Meter dicken Wänden aus grob zugerichteten Bruchsteinen erstellt, zur Füllung kamen Schotter und Lesesteine zur Verwendung. Die Gesamtstärke war auf 7,5 Meter ausgelegt. Am südwestlichen Fuß der Erhebung befand sich ein Torbau mit einem inneren Durchgang von 3,6 Metern und einem äußeren von 3,8 Metern Weite. Seitlich gab es zwei Torkammern von 11 Metern Breite, im Osten 3,5 und im Westen 3,0 Meter tief. Die Funde in diesem südwestlichen Bereich unterscheiden sich nicht wesentlich von den älteren, der größte Teil ist auch sekundär verlagert, stammt also aus älteren Bauphasen. Erwähnenswert sind zwei etwa armdicke Tonrohre, die an einem Ende verschlossen sind und eine dünne, düsenartige Durchbohrung aufweisen. Da sie an der Düsenstelle zu Glasfluss verbrannt sind, nehmen die Ausgräber an, dass ihr Zweck die Belüftung von Brennöfen war.
Auf der Oberfläche des Berges sind nur geringe Reste der Poternenmauer zu identifizieren. Allerdings zeigt eine weiter östlich gefundene Poterne, dass sich die Mauer nach Osten zumindest 100 Meter weit fortsetzte. Der Tunnel war 37 Meter lang und führte vom südöstlichen Fuß des Burgbergs steil nach oben, um in den Bereich des späteren oberen Burghoftores zu münden. Er war mit zurechtgehauenen Bruchsteinen in Kragsteintechnik spitzbogig gebaut und hatte – wegen der starken Steigung von bis zu 35 Grad – eine Höhe zwischen 4,0 und 4,3 Metern. Eine zusammenhängende Bebauung des Gipfelplateaus ist nur im südlichen Teil zu erkennen. Die zahlreichen Häuser wurden auf dem Schutt der älteren Bauschichten gebaut und wurden selbst wiederum beim Bau der darüberliegenden Schichten planiert, abgetragen oder zerstört. Von vier Häusern ist noch durch Fundamentreste oder dazugehörige Vertiefungen der Grundriss erkennbar, von den anderen sind nur Reste oder Fußböden erhalten. Drei der Gebäude haben mehr als zwei Räume. Etwas weiter nördlich sind nochmals Gebäudespuren feststellbar, die allerdings nicht eindeutig der Schicht IVc zuzuordnen sind. Auffallend ist unter allen gefundenen Bauten eine große Zahl (mindestens sieben) von Zweiraum-Häusern, die sonst im vergleichbaren Zeitraum im Stadtgebiet von Ḫattuša nicht vorkommen. Es gilt als wahrscheinlich, dass es sich mindestens zum Teil nicht um Wohnhäuser, sondern um Werkstätten wie Schmieden gehandelt hat. Der anzunehmende Herrschersitz wird im nordöstlichen Teil von Büyükkale vermutet. Von Bedeutung für die Datierung ist einzig die sogenannte „Manda“-Tafel, ein Fragment einer in Keilschrift beschriebenen Tontafel, deren Inhalt sich auf Ereignisse in der Zeit von Ḫattušili I. bezieht und demnach in dessen Regierungszeit im 16. oder späten 17. Jahrhundert v. Chr. oder kurz danach verfasst sein dürfte. Als Beginn der Neubesiedlung nach dem erwähnten Brand wird die Zeit etwa 100 Jahre nach dem Ende der Karumperiode, also etwa um 1600 v. Chr., angenommen. Die Poternenmauer könnte die Befestigung sein, die Ḫantili I. (um 1520) nach eigener Aussage als erste Stadtmauer gegen die Angriffe der Kaškäer errichten ließ.

### Großreichszeit

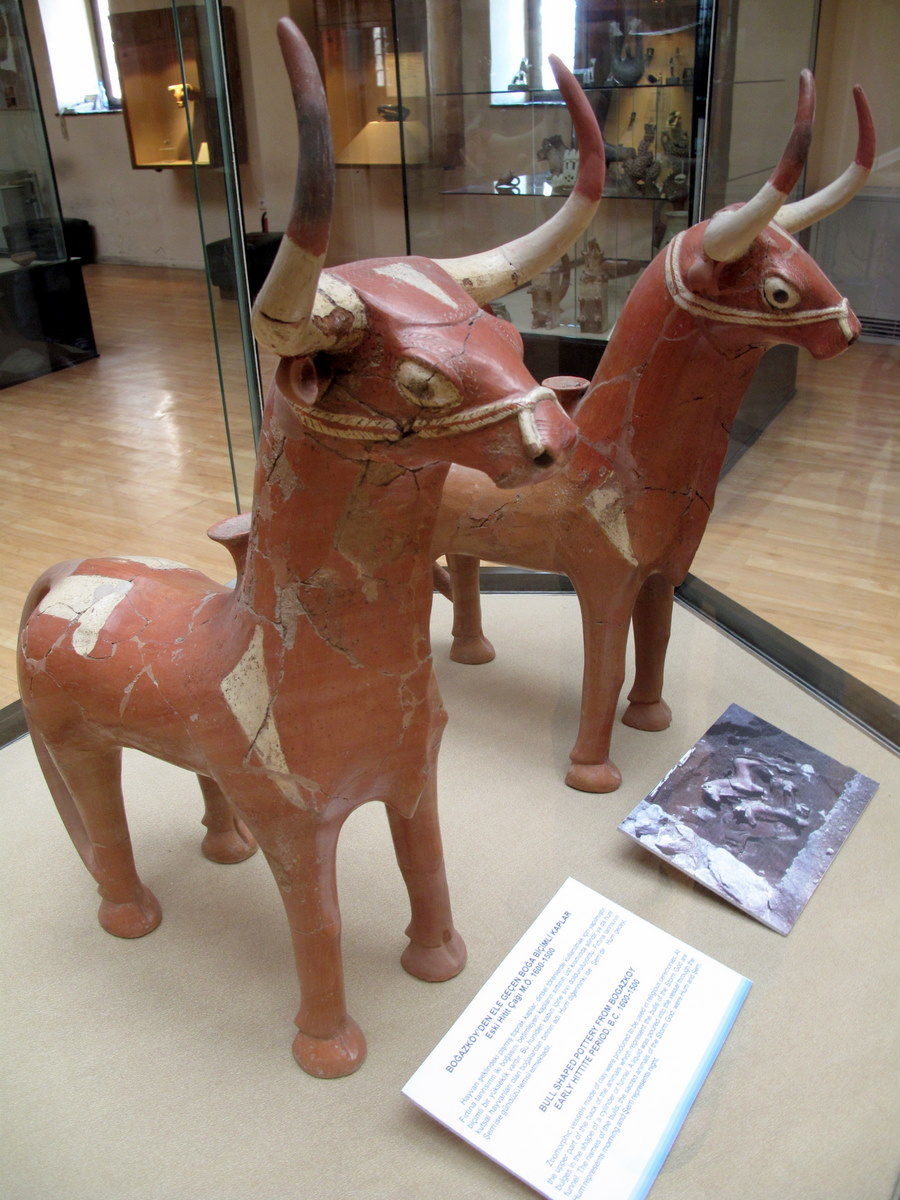
Stiergefäße aus Gebäude IVb/E (Museum für anatolische Zivilisationen)

In den Schichten IVa und IVb sind erstmals Hinweise auf einen Palast im nördlichen Bereich des Bergplateaus ans Licht gekommen. Der älteste Befund ist das Haus J/IVb, das schon in der Epoche des frühen Großreichs wieder überbaut wurde. Es lag im Bereich des späteren Eingangs zum Haus D und war möglicherweise der Unterbau zu einer frühen Audienzhalle. Ebenfalls zur Periode IVb/a gehören zwei sogenannte Terrassenmauern im Osten und Norden des Berges. Die nordwestliche Mauer, unter den späteren Gebäuden E und F gelegen, ist 85 Meter lang, als Schalenmauer aus zugerichteten, teilweise zyklopischen Steinen ausgeführt. Sie hat eine Stärke von etwa 3 Metern und diente auf dem abschüssigen Terrain vermutlich sowohl als Stützmauer der südöstlich liegenden Gebäude als auch als Fundament darüber errichteter Bauwerke. Südöstlich anschließend wurden auf zwei Meter höherem Niveau einige Mauerreste eines Gebäudes ergraben. Die zweite Terrassenmauer liegt im Osten bei der Felsstufe, auf der Speichergruben gefunden wurden. Sie ist etwa doppelt so lang wie ihr nördliches Pendant, mit mehreren Knicken, wobei ihr Verlauf sich den Abstufungen des anstehenden Felsens anpasst. Ihr Aufbau entspricht dem der nördlichen Mauer, auch die Doppelfunktion als Stützmauer und Fundament dürfte die gleiche sein. Als Hinweis auf darüber stehende Gebäude werden auch die Spuren einer Pfeilerhalle, parallel zur östlichen Terrassenmauer, angesehen. Die Mauern wurden in den folgenden Perioden weiter als Substruktion der späteren Palastbauten genutzt. Für einen Nachfolgebau des Hauses J/IVb liegt ein Datierungsansatz in Form einer im darüberliegenden Schutt gefundenen Tontafel vor. Sie hat den sogenannten Bentešina-Brief zum Inhalt, der mit großer Wahrscheinlichkeit an Ḫattušili III. (Regierungsantritt etwa 1278 v. Chr.) gerichtet war. Er stellt jedoch nur einen terminus ante quem dar und kann nicht als Ende der Periode IVa/b für die restlichen Palastgebäude verallgemeinert werden. Die Bautätigkeit zur Umgestaltung des gesamten Burgbergs in Periode III setzte sicherlich schon früher an.
Auf dem Südplateau konnten Reste verschiedener Gebäude (IV/A–H) ergraben werden, die im Bereich des unteren Burghofs im Schutz der Poternenmauer lagen. An letzterer wurden lediglich im Torbereich geringfügige Änderungen vorgenommen. Die Häuser sind in mehreren Phasen nacheinander entstanden und haben unterschiedliche Grundrisse. Zunächst wurden einige Gebäude ohne ersichtlichen architektonischen Zusammenhang, aber mit Verkehrswegen dazwischen erstellt. Anschließend schlossen sich die Häuser, wohl auch wegen des Mangels an verfügbarem Gelände, dichter zusammen und es entstand ein komplexes System von Gassen, Straßen und Kanälen. Bei einem der Häuser (Haus IVb/E), das etwa unter dem späteren Haus N lag, wird eine kultische Funktion vermutet, dort wurde ein bemaltes Paar Stiergefäße gefunden, die durch Füllöffnungen am Nacken und Ausgüsse durch die Nüstern als Libationsgefäße gedeutet wurden, als Gefäße für Trankopfer. Die anderen Häuser waren wohl Wohn- und Wirtschaftsgebäude. Die meisten enthielten runde oder viereckige Feuerstellen, in Haus F wurden auch zwei Backöfen gefunden. Neben der bekannten Gebrauchskeramik gehörten zu den Funden neben den erwähnten Rhyta in Stierform ein Entenrhython, Pithoi, kleine Bronzegegenstände und verbranntes Getreide. Durch Architekturvergleiche mit datierten Bauten in der Unterstadt von Ḫattuša kann der Beginn von Schicht IVa/b frühestens auf das Ende des 15. Jahrhunderts v. Chr. festgelegt werden. Für das Ende der Periode zeigt der oben genannte Bentešina-Brief einen ungefähren Zeitpunkt an, sodass sich für die Dauer ein Zeitraum von 120 bis 140 Jahren ergibt.

### Späte Großreichszeit

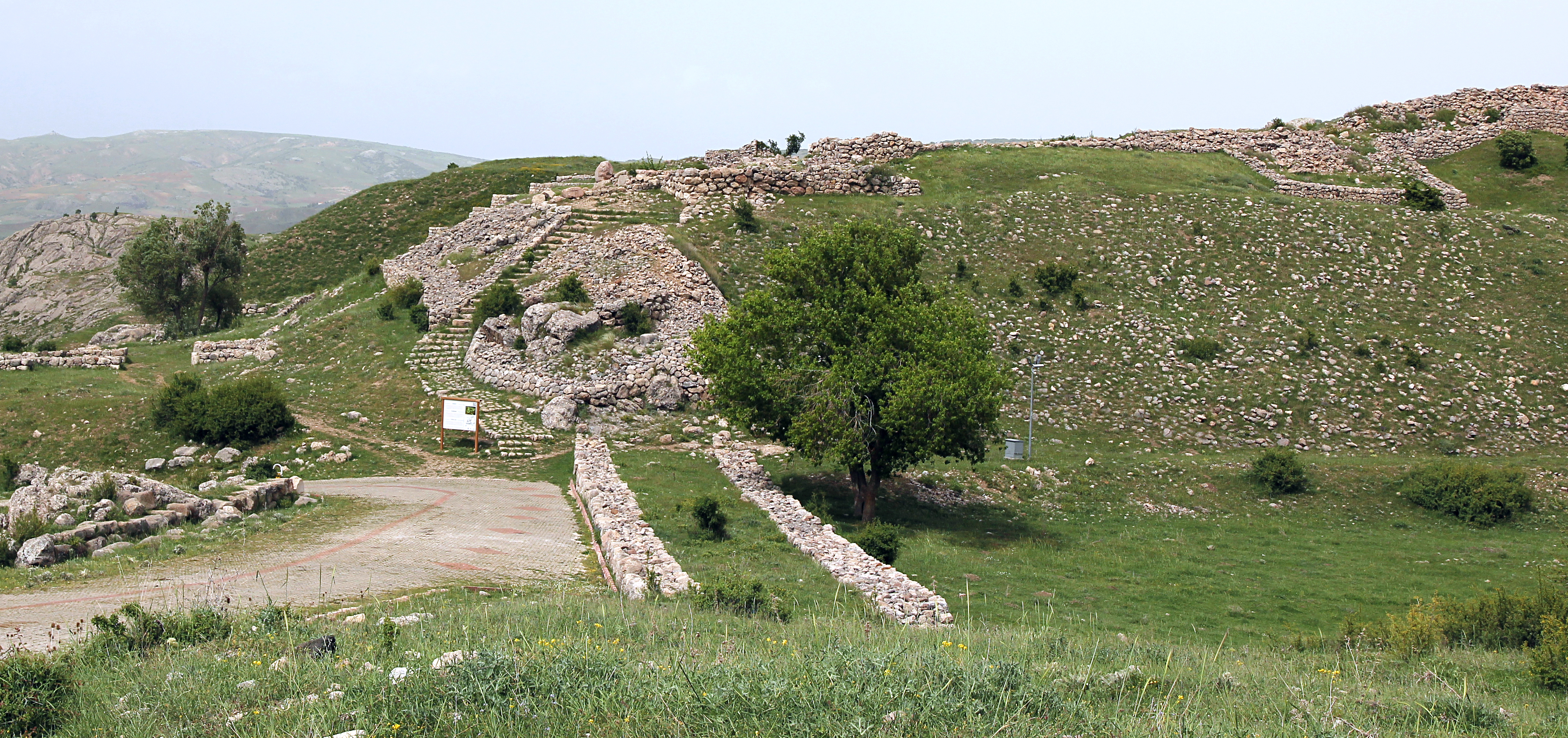
Südwestlicher Aufgang zur Büyükkale mit moderner Treppe. Im Vordergrund ist der Unterbau des Viadukts zu sehen.

Ab dem späten 13. Jahrhundert v. Chr. begann unter Ḫattušili III. der monumentale Ausbau des Palasthügels. Die Spuren dieser Bebauung, der Schicht III, sind die, die heute hauptsächlich auf Büyükkale zu sehen sind.

#### Befestigung
Das komplette Burgplateau wurde nun für Regierungsbauten genutzt und ist an allen Seiten von einer Burgmauer umgeben. Im Südbereich ersetzte sie die frühere Poternenmauer, wurde jedoch nach oben versetzt. West-, Nord- und Ostmauern passten sich den Unebenheiten des Geländes an, auch die Standorte der 21 Türme oder Bastionen richteten sich meist nach vorhandenen Felsvorsprüngen. Der massive Mauersockel bestand aus Bruchsteinen, lediglich im Bereich der Tore und der Turmfassaden kamen Werksteine zum Einsatz. Darüber wurden Holzfachwerk und Lehmziegel verwendet, die auch Räumlichkeiten in der Mauer bildeten. Tore bestanden im Südwesten, Süden und Osten. Der Hauptzugang war das südliche Tor, das aus Südwesten über einen Viadukt erreicht wurde. Sein rekonstruierter steinerner Unterbau ist östlich der heutigen Straße zu sehen. Er trug einen hohen Aufbau aus Lehmziegeln und war vielleicht mit Balken gedeckt, über die auch Pferdewagen fahren konnten. Der Aufweg traf zunächst auf einen vier Meter tiefen Vorhof des Südtores. Dahinter folgten im Abstand von vier Metern zwei Durchgänge, der äußere drei, der innere vier Meter breit. Das Tor wurde von zwei Türmen flankiert, der östliche zwölf, der westliche acht Meter breit. Sie bargen im Westen die Wachstube, im Osten ein Treppenhaus, das in die Obergeschosse und auf den Wehrgang führte. Das Tor ähnelte damit im Aufbau den Toren in der Oberstadtmauer, dem Löwen-, dem Sphinx- und dem Königstor, wenn auch durch die Gegebenheiten in etwas kleineren Abmessungen. Wie das Löwentor war das Südtor mit Löwenskulpturen am äußeren Durchgang ausgestattet. Ein Fragment eines Löwenreliefs wurde am Abhang des Burgbergs gefunden. Ebenfalls in verstürzter Lage wurden vier Fragmente eines Inschriftensteins mit luwischen Hieroglyphen gefunden, die wohl im Mauersockel der Türme verbaut waren. Von der Inschrift ist allerdings zu wenig lesbar, um einen Hinweis für die Datierung geben zu können. Das Südwesttor ist in phrygischer Zeit beim Bau eines Tiefbrunnens komplett zerstört worden, erhalten sind lediglich ein Schwellen- und ein Laibungsstein. Demnach war es kleiner als das Südtor und die Tore der Stadtmauer in der Ober- und der Unterstadt. Das Tor war mit dem dahinter parallel zur Mauer verlaufenden Aufweg die direkte Verbindung in die Unterstadt, die wohl von Lieferanten, aber auch vom König auf dem Weg zu den dortigen Heiligtümern genutzt wurde. Unterhalb des Tors befand sich auch die einzige Quelle, die Büyükkale mit Wasser versorgte. Das zwischen Gebäude K und der von Norden kommenden Mauer liegende Osttor bot unter Umgehung der unteren Burghöfe einen direkten Zugang zum oberen Teil des Palastareals mit den Königsgemächern.
Die Burgmauer umschließt als geschlossener Ring den Burgberg, mit Ausnahme der Stelle im Südosten, wo sie von Westen kommend an Gebäude K anschließt, während die von Norden kommende Ostmauer versetzt darauf trifft und dadurch den Durchgang für das Osttor bildet. Im Süden hat die Befestigung eine Stärke von etwa sieben Metern, die Türme sind bis zu zwölf Meter breit. An den anderen Flanken ist das Bauwerk wegen der natürlichen Gegebenheiten sehr unterschiedlich ausgeführt. Zwar war die Mauer selbst einheitlich etwa fünf Meter dick, die Länge der Kurtinen schwankte jedoch zwischen 14 und 41 Metern, die Breite der Türme zwischen 6,9 und 12 Metern, der Vorsprung der Bastionen zwischen 3,5 und 9 Metern. Die Türme überragten durchgängig die Mauer. Abhängig davon, ob Mauern und Türme ein- oder zweigeschossig waren, kann die Höhe auf 10 bis 12 Meter für die Kurtinen und 14 bis 18 Meter für die Türme angenommen werden. Während die südliche Mauer auf den Substruktionen der alten Poternenmauer gegründet war, setzte der Rest der Mauer auf dem gewachsenen Fels auf. Dieser wurde dafür in Stufen zugerichtet, oft mit einem Steg an der Außenseite, der das Abrutschen des Mauersockels verhindern sollte. Auf diesem Sockel aus Werk- und Bruchsteinen setzte dann das zweischalige Mauerwerk aus Holzfachwerk mit Lehmziegeln in Kastenbauweise auf, das heißt in unregelmäßigen Abständen waren Querwände in die Mauer eingezogen. Ob die dadurch entstandenen Räume begehbar waren, ist nicht allgemein zu klären. Die Turmfassaden waren in Werkstein errichtet. Auf der wahrscheinlich mit Tonplatten gepflasterten Oberfläche der Mauer verlief zwischen den Zinnen ein Wehrgang.
Zur Datierung der Befestigung stehen zwei Schriftfunde zur Verfügung. Der erwähnte Bentešina-Brief, der in der Erdfüllung gefunden wurde, gibt einen terminus post quem an, zeigt also, dass der Ausbau in der Zeit Ḫattušilis III. (etwa 1266–1236 v. Chr.) oder später vorgenommen wurde. Das Fragment eines Orthostaten mit einer Herrscherkartusche von dessen Sohn Tudḫaliya IV. (etwa 1236–1215 v. Chr.) führt zur Feststellung, dass in dessen Regierungszeit die Bauarbeiten fortgesetzt wurden.

#### Innenbebauung

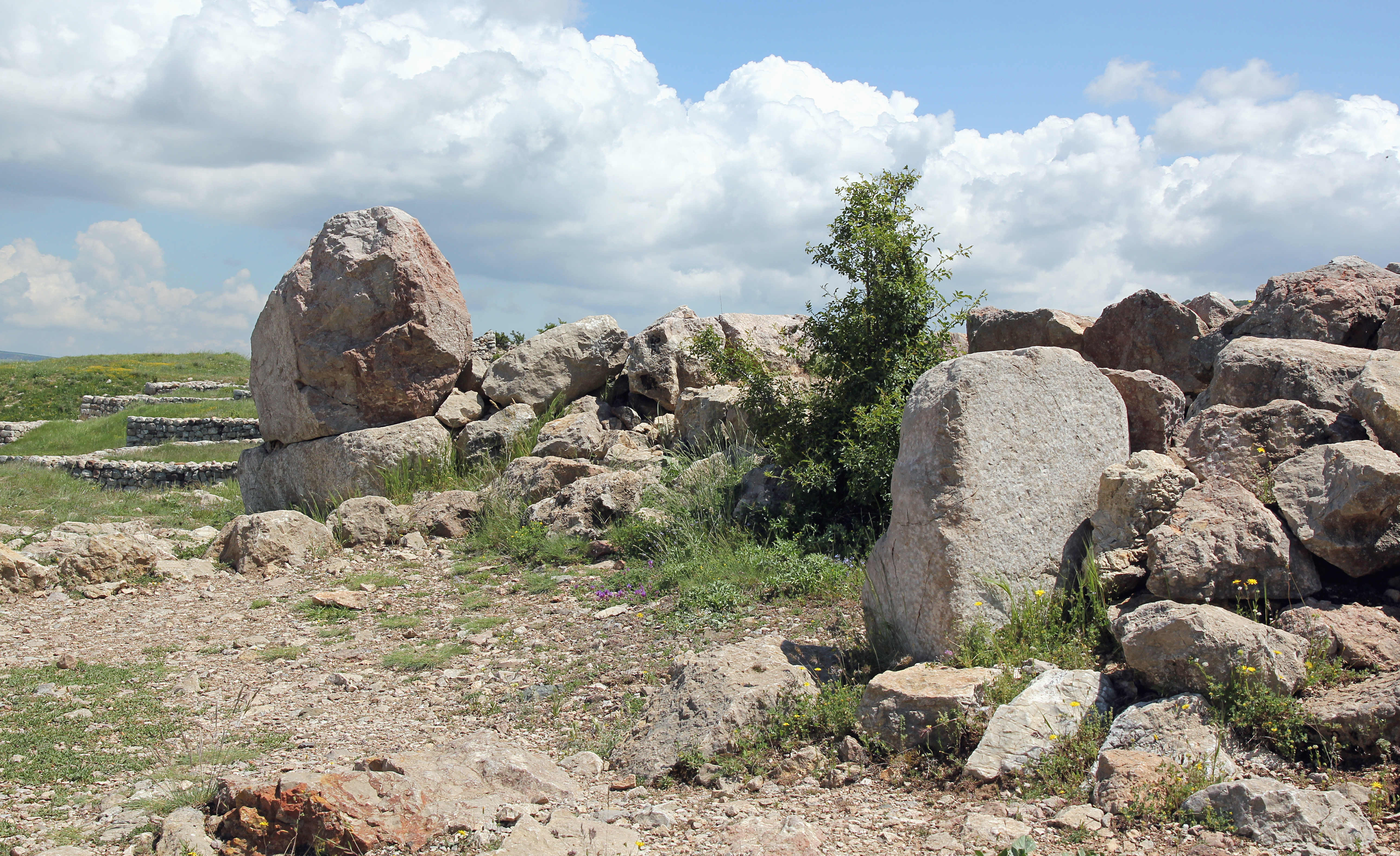
Südtor

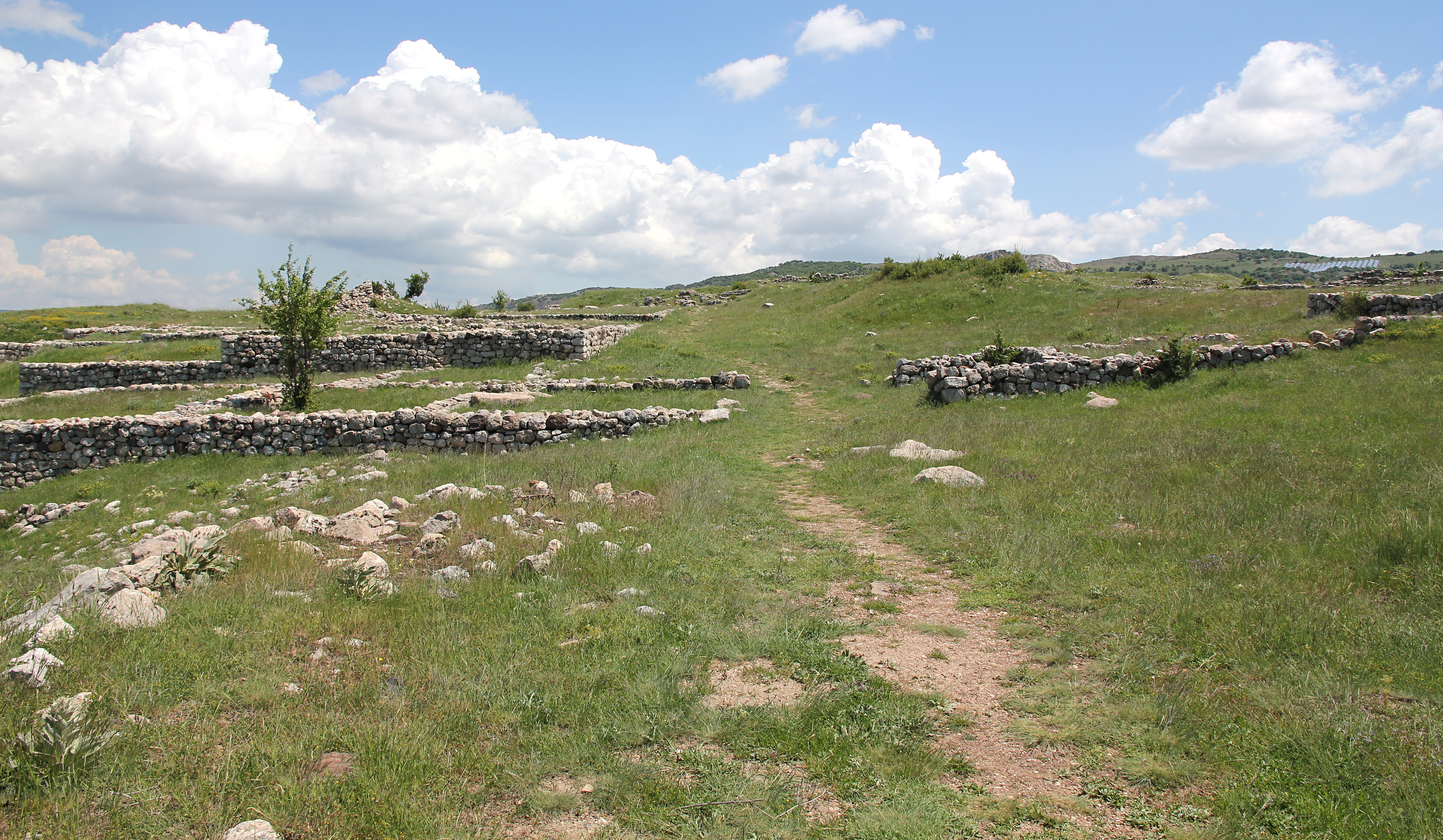
Tor vom Burgtorhof zum unteren Burghof

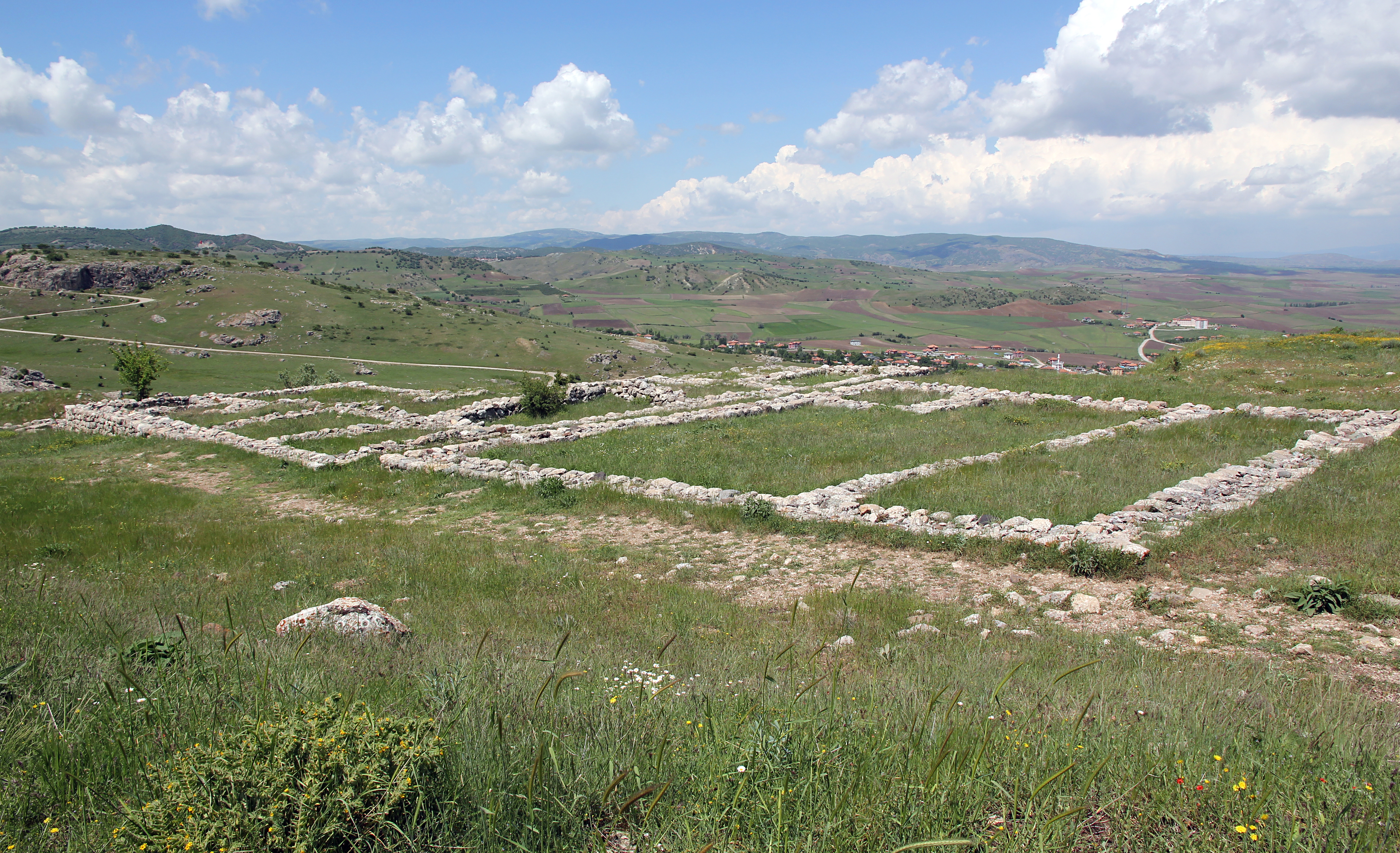
Gebäude M und N

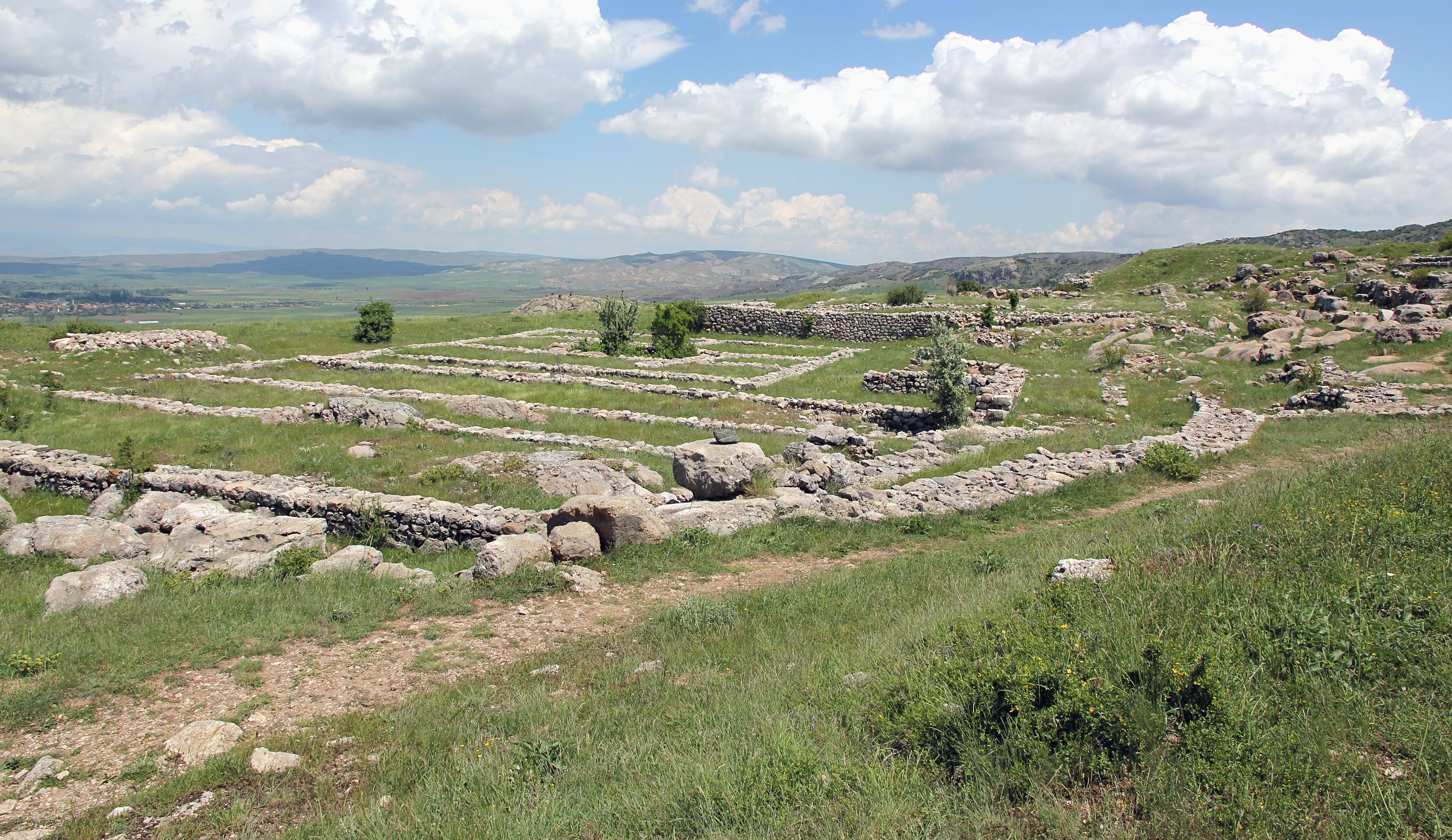
Gebäude H, C und B

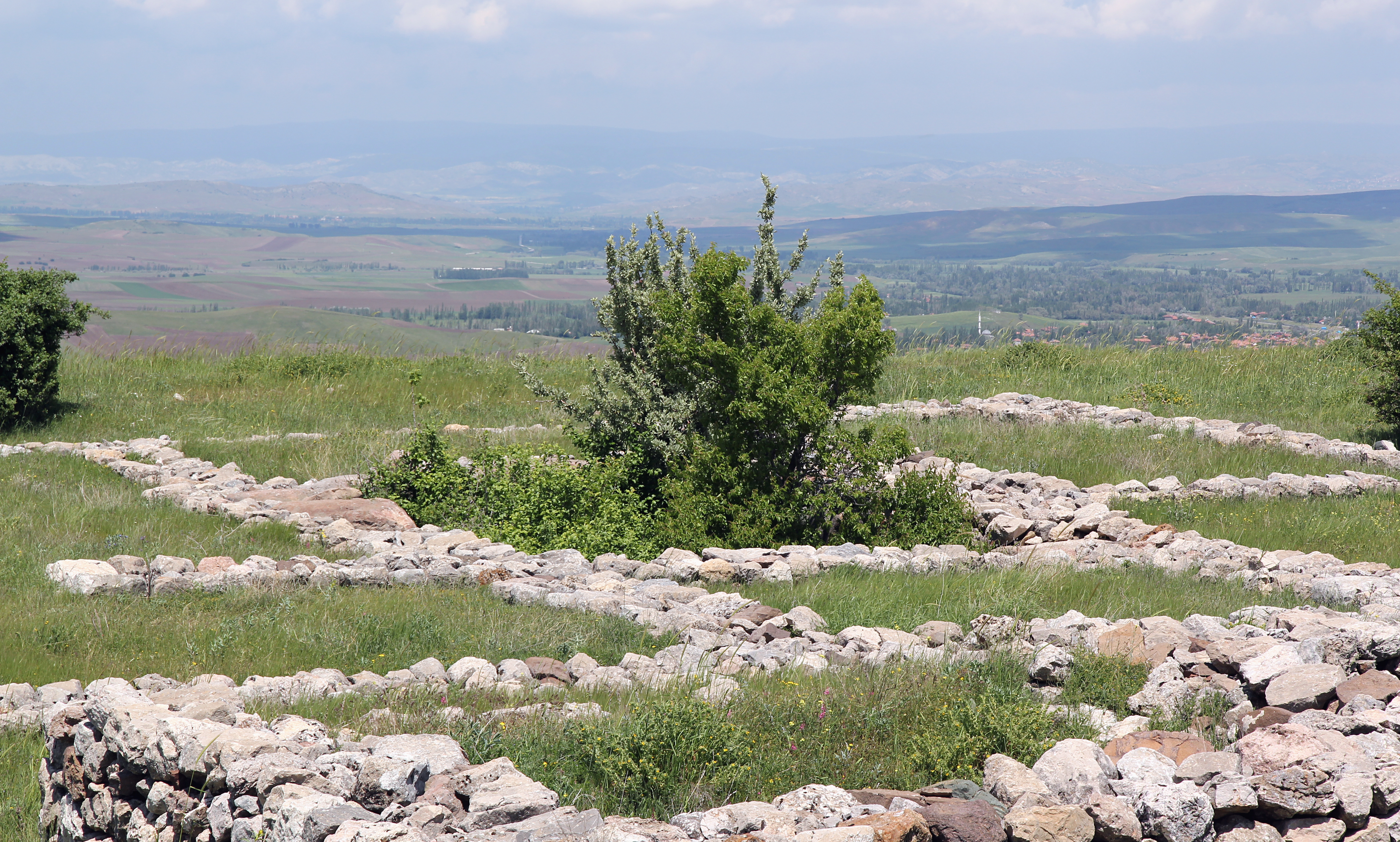
Kultgebäude C mit dem zentralen Wasserbecken

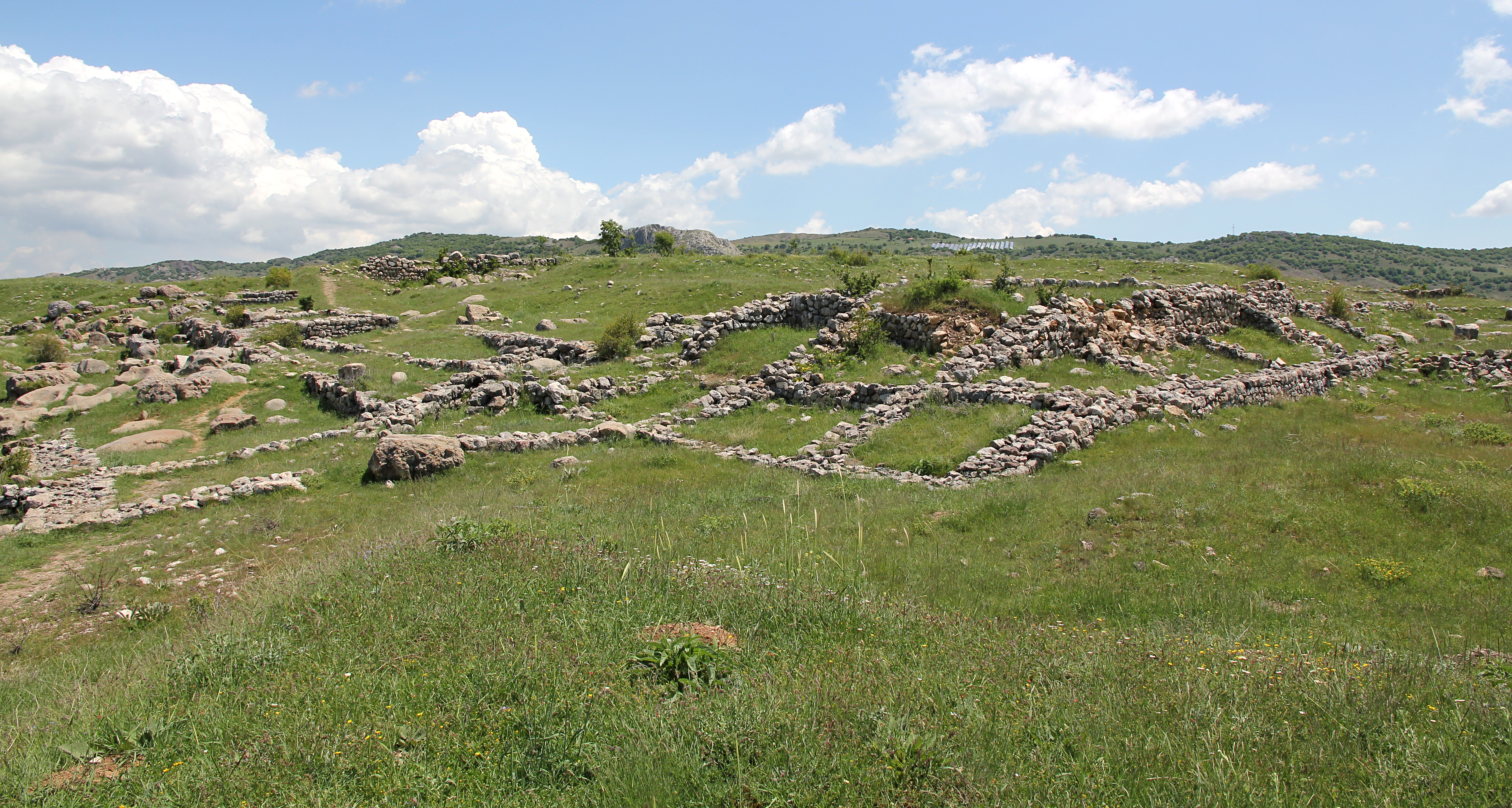
Torbau vom unteren zum mittleren Burghof, links Gebäude B und Verbindungsbau

Gleichzeitig mit der Errichtung der Befestigung wurde der Ausbau des Palastes vorangetrieben, sodass schließlich die komplette Oberfläche des Burgfelsens dafür genutzt wurde, die Siedlung im südlichen Bereich verschwand. Über den Viadukt im Süden betrat man durch das Südtor zunächst den etwa dreieckigen Burgtorhof, der im Süden und Westen von der Burgmauer umgeben war. Im Nordosten befand sich der Eingang zum nächsten Hof. Ein rot gepflasterter Weg führte dorthin, vergleichbar dem heutigen roten Teppich, woraus ersichtlich wird, dass hier der offizielle Eingang für Besucher des Herrschers war. Der Weg setzte sich über den unteren Burghof und einen weiteren Torbau zum mittleren und schließlich zum oberen Burghof fort. Der untere Burghof war beidseitig von Säulenhallen begrenzt, die vor den dortigen Gebäuden verliefen. Dies waren auf der linken, nordwestlichen Seite die Gebäude M, N und H, rechts die Gebäude G und A. M und G, die sich auch im Grundriss ähneln, dienten wohl repräsentativen Zwecken beziehungsweise waren Residenzen hochgestellter Hofbeamter. Gebäude N, das links zwischen M und H lag, war ein kleines Torhaus. Dahinter endete der zum Südwesttor hochführende Aufweg, womit hier ein aus der Unterstadt und von der erwähnten Quelle kommender Zugang zum unteren Burghof zur Verfügung stand. Die Gebäude waren, wie nahezu alle Häuser des Burgbergs, mindestens zweigeschossig, wobei wegen der Hanglage meist der Zugang im oberen Stockwerk lag.
In der Nordecke des Hofes, vor Gebäude H, befand sich ein Durchgang, der zum Komplex der Häuser B, C und H führte. Dieser Weg verlief zwischen einem Verbindungsbau und Haus B, wendete sich an dessen Ostecke nach Westen, wo dann über eine zwischen B und C verlaufende Gasse die drei Gebäude erschlossen wurden. Bei der Biegung nach Westen gab es außerdem einen – nachträglich eingebauten – Zugang zum großen Repräsentationsbau D. Haus B ist in zehn unterschiedlich große Räume aufgeteilt, die sich dem Gefälle des Untergrunds folgend über verschiedene Ebenen verteilen. In einem der Räume wurden 24 Bruchstücke von Keilschrifttafeln gefunden. Das nordwestlich liegende, etwa quadratische Gebäude C besteht aus sechs Räumen. Neben zahlreichen Keramikteilen wurde hier eine Stele mit einer Hieroglypheninschrift gefunden, die den Namen Tudhaliya (wahrscheinlich IV.) nennt. Sie war allerdings, vielleicht als Schwellenstein, zweitverwendet und ist daher stark abgeschliffen. Der zentrale Raum war kellerartig eingetieft und mit Wasserbecken als Impluvium gebaut. Damit ist eine kultische Funktion des Hauses anzunehmen, wohl gemeinsam mit Haus B. Es war eines der wenigen eingeschossigen Häuser. Südwestlich schließt sich, durch eine Zugangsgasse getrennt, Haus H an. Beide sind durch die nordwestliche Stützmauer miteinander verbunden. H wird mit seinen vier langrechteckigen Räumen in zwei Etagen als Magazin angesehen. Den nordöstlichen Abschluss des unteren Burghofs bildete ein Torbau, der ebenso wie das Südtor von Torlöwen flankiert wurde. Wegen des Niveauunterschieds von etwa einer Geschosshöhe zum folgenden, mittleren Burghof war der Durchgang als Rampe oder – aus Platzgründen wahrscheinlicher – als Treppe gestaltet. Im Bauschutt wurden Fragmente eines liegenden Löwen gefunden, der wohl im Durchgang aufgestellt war, sowie ein Bruchstück mit einer teilweise erhaltenen Herrscherkartusche Tadhaliyas, der demnach als Erbauer der Toranlage angenommen werden kann. Der Torbau war mehrstöckig und enthielt zwölf Räume, die Sockel waren wie beim Südtor aus Werksteinen.
Mit dem mittleren Burghof betritt man den inneren Palastbereich. Der Hof war an drei Seiten, im Nordwesten, Nordosten und Südosten von Säulenreihen gesäumt. Den südwestlichen Abschluss bilden das Gebäude A und ein weiteres, kleines Tor in der Südecke des Hofs. Auf der linken, nordwestlichen Seite liegt hinter der Kolonnade das Gebäude D, das nach Süden durch einen Verbindungsbau mit dem Torhaus zusammenhängt. Haus D ist mit 39 × 48 Metern das größte Bauwerk dieser Periode. Es bestand zunächst aus 14 Räumen, in einer späteren Bauphase wurde an der Südecke ein kleiner Raum, der erwähnte Seiteneingang bei Haus B, angebaut sowie im Südosten ein Vorbau mit dem Haupteingang. Ebenfalls im Südosten lagen sechs kleinere Räume, die den Eingang mit dazugehörigen Seitengemächern bildeten. Im Südwesten nimmt ein langgestreckter Raum fast die gesamte Länge des Gebäudes ein. Den Rest des Hauses bilden sechs gleiche, ebenfalls langrechteckige Räume, wobei von einem eine kleinere Kammer abgetrennt ist. Aufgrund der extremen Hanglage weisen ihre Fußböden von Nordwest nach Südost einen Niveauunterschied von über sechs Metern auf. Sie liegen parallel zum Hang im Nordwesten und bilden gemeinsam ein nahezu exaktes Quadrat von 35,3 × 35,5 Metern. Sie stellten den Unterbau des darüberliegenden Audienzsaales des Großkönigs dar, wobei über den Wänden des Untergeschosses Reihen von Säulen oder Pfeilern standen, die die Saaldecke trugen. Aufgrund der Wandabstände können demnach fünf mal fünf Stützen, vermutlich aus Holz, angenommen werden. Im Bereich der Eingangsräume und dem davorliegenden Teil des Hofes wurden zahlreiche Bruchstücke von Skulpturen, Löwen und Stieren, gefunden. Sie waren wahrscheinlich Säulenbasen der vorliegenden Säulenhalle. In den Räumen des Untergeschosses kamen außerdem eine Anzahl von Tontafelbruchstücken und ein Hort von 280 gesiegelten Tonplomben zu Tage. Entsprechend liegt die Vermutung nahe, dass es sich bei dem Gebäude um ein repräsentatives Empfangsgebäude mit angeschlossenem Dokumentenarchiv handelte. Die langen Räume des Untergeschosses dienten zusätzlich wohl als Lagerräume.
Den südwestlichen Abschluss des mittleren Burghofs bildet das Gebäude A, das sich südöstlich an den Torbau anschließt. Es bedeckt eine Grundfläche von maximal 36 × 34 Metern. Es besteht, dem nach Süden abfallenden Gelände entsprechend aus einem oberen und einem unteren Gebäudetrakt. Der obere Trakt hat hauptsächlich zwei, zum mittleren Burghof parallel liegende Langräume, wobei vom südlichen zwei kleine Kammern abgetrennt sind. Eine davon hat im Westen einen Eingang vom unteren Burghof. Der südliche Gebäudeteil, der im Westen an den unteren Burghof anstößt, besteht aus fünf länglichen, quer zum oberen Teil liegenden Räumen. In den vier größeren davon wurden Reihen von Kalkstein- und Granitbasen mit Dübellöchern gefunden. Ob die darauf stehenden Pfeiler der Abstützung der Decke und des Obergeschosses dienten, ist unklar. Wahrscheinlicher ist es, dass sie zu in den Räumen stehenden Regalen gehörten. Im Brandschutt und auf den lehmgestampften Fußböden kamen an die 4.000 Bruchstücke von Tontafeln zu Tage. Das Gebäude wird daher als Magazin und Archiv angesehen, wobei im oberen Trakt vielleicht Verwaltungsräume und eine Schreiberschule untergebracht waren. Im Osten schließt sich ein kleiner Torbau an. Er führt auf einen weiteren Hof, der im Süden durch das Osttor der Burg betreten werden konnte. Dort liegt, in Fortsetzung der von Westen kommenden Burgmauer, das Gebäude K. Dieses hat eine Grundfläche von 27,5 × 22,5 Metern. Es besteht aus einem Kerngebäude mit drei unterschiedlich großen Zimmern sowie elf Kammern, die sich in zwei Reihen im Nordwesten und Nordosten an den Kernbau anschließen. Letztere wurden nach einem Brand des Gebäudes in einer zweiten Bauphase angebaut. In einem Raum des Altbaus wurden in den Ecken wiederum Stützenbasen gefunden, die auf Regale hindeuten. Da im Schutt mehr als 200 Tontafelbruchstücke ans Licht kamen, wird angenommen, dass es sich auch hier um ein Archiv handelt. Insgesamt wird dem Bau eher eine repräsentative Funktion zugeordnet, wobei die kleinen, kammerartigen Gelasse an den nördlichen Seiten wohl vorgelagerte Pfeilerhallen darstellten. Diese Funktion könnte mit dem unmittelbar östlich anschließenden Osttor der Burg zusammenhängen.
Nordwestlich von Gebäude K liegt der als Südgasse bezeichnete Bereich. Er wird im Süden von K, der Burgmauer und dem darin integrierten Gebäude J begrenzt, im Norden von den Rückseiten von A und G. Von der Südseite von Haus G setzt er sich als schmale, steil abfallende Gasse entlang der Mauer bis zum Burgtorhof fort. Der Bereich war ursprünglich mit Steinen gepflastert und verfügte über einen darunter liegenden Kanal, der über den Burgtorhof zum Westhang hin entwässerte. Zwischen Haus G und der Burgmauer war der Bereich durch eine kurze Mauer von der schmalen Gasse getrennt. In einer späteren Bauphase wurde eine 35 bis 50 Zentimeter dicke Lehmschicht mit darin verlaufender Kanalisation aufgebracht. Die Trennmauer wurde an das Westende zum Burgtorhof hin versetzt, vom Durchgang wurden eine Schwelle und das Türgewände ergraben. Etwa zehn Meter westlich von Haus K war in die Burgmauer das Gebäude J eingebaut. Es war 20 Meter lang und ragt im Norden etwa 2,50 Meter aus der Mauer heraus. Es besteht aus zehn kleinen, unterschiedlichen Räumen, sein südlicher Teil ist mitsamt der Burgmauer abgestürzt. In der Mitte des Südplatzes liegt, etwa parallel zum Haus, ein Wasserbecken. Es misst an der längsten Stelle 24,0 Meter von West nach Ost, die Breite beträgt im Osten 5,0 und im Westen 1,5 Meter. Darin wurden zahlreiche Votivgaben – Henkelkrüge, Becher, Schalen – gefunden. Daraus folgert, dass das Becken und der Platz einschließlich der umliegenden Gebäude unter anderem eine kultische Bedeutung hatten. Eine zusätzliche Funktion des Beckens zur Wasserversorgung der Burg ist jedoch ebenfalls wahrscheinlich.
Der südöstliche Abschluss des mittleren Burghofs ist unsicher, vielleicht war er durch eine Pfeilerreihe begrenzt. Über die Bebauung des stark verstürzten Bereichs zwischen dieser angenommenen Trennreihe und der Burgmauer ist nichts bekannt.
Im Nordosten schließt sich, vermutlich wiederum durch eine Pfeilerreihe getrennt, der obere Burghof an. Dessen südöstliche Begrenzung stellt eine 24,5 Meter lange und bis zu 2,2 Meter hohe künstliche Felsstufe dar. Davor sind Pfeilerbasen zu erkennen, sowohl direkt an der Barriere als auch – korrespondierend dazu – in einem Abstand von 2 Metern davor liegend, was sicherlich auf eine vorgebaute Pfeilerhalle (L) hindeutet. Auf der östlichen Oberfläche der Felsstufe sind im dort anstehenden Felsen Bebauungsspuren zu erkennen, genauere Angaben über dort vorhandene Gebäude sind jedoch wegen der späteren, phrygischen Überbauung nicht möglich. Es deutet sich an, dass sich die Vorhalle nach Süden fortsetzte und somit den Ostabschluss des mittleren Burghofs bildete. Am Südende der Felsbarriere weisen nach Westen liegende Baureste darauf hin, dass hier nicht nur eine Pfeilerreihe, sondern auch ein Torbau die beiden Höfe getrennt haben könnte. Teile von Türangelsteinen und eines schön ausgearbeiteten Löwenkopfes lassen gar einen monumentalen Torbau mit Torlöwen vermuten. Zwei Vertiefungen auf der Oberfläche der Felsstufe stellten wohl Vorratsgruben oder Zisternen aus früherer, möglicherweise vorhethitischer Zeit dar, ihre genaue Datierung ist unsicher. Wie weit sich der Hof nach Norden und Nordwesten erstreckte, ist nicht geklärt. Auf dem freien Platz im Norden sind keine Bebauungsspuren feststellbar. Im Nordwesten liegen die Gebäude E und F, jedoch ist wegen des Höhenunterschieds von fünf Metern zwischen dem Hof und den Häusern unwahrscheinlich, dass sich der Hof bis an die Gebäude erstreckte. Sie waren zweigeschossig, wobei wieder das Obergeschoss von der Hofseite aus zu betreten war. Der südwestliche Bau E misst 26,6 × 22,2 Meter und hat 13 Räume. Der zentral gelegene, größte von diesen wurde über einen hofseitig vorgelagerten Eingangsraum betreten, der vielleicht als Säulenhalle gestaltet war. Die umliegenden Zimmer hatten, ebenso wie die des Untergeschosses, vermutlich Lager- und Archivfunktionen. In zwei der unteren Zimmer wurden wieder zahlreiche Tontafelfragmente gefunden. Haus F liegt am äußersten Ende der Nordterrasse und hat Maße von 33,1 × 29,2 Meter. Es ist erheblich schlechter erhalten, weshalb sich weniger über die einzelnen Räume aussagen lässt. Das Zentrum bilden fünf parallel liegende langgestreckte Räume. Dies könnte bedeuten, dass sich darüber, analog zu Haus D, eine Säulenhalle befand. Sicher lässt sich sagen, dass beide Gebäude, abseits des repräsentativen Bereichs der Burg, die Privatgemächer des Herrscherpaares darstellten. Beide bieten einen prachtvollen Ausblick über die gesamte Unterstadt und große Teile der Oberstadt von Ḫattuša. Es ist anzunehmen, dass auch die nicht mehr feststellbaren Gebäude im Nordosten des Plateaus zum Privatbereich des Großkönigs gehörten.
Zur Datierung der spätgroßreichszeitlichen Bauten wird diese Periode in drei Bauphasen unterteilt, III c, b und a. In der ersten Phase III c, die wohl in die Regierungszeit Ḫattušilis III. (etwa 1266–1236 v. Chr.) fällt, wurden auf den Grundmauern und Substruktionen des alten Palastes im nordöstlichen Bereich neue Gebäude errichtet. Die zweite Phase III b wird in die Zeit Tudhaliyas IV. (etwa 1236–1215 v. Chr.) datiert, der den monumentalen Ausbau der gesamten Palastanlage in Angriff nahm, was auch aus verschiedenen gefundenen Inschriften hervorgeht, die seinen Namen nennen. Phase III a schließlich zeigt zum Teil nachlässige und improvisiert erscheinende Reparatur- und Neubauaktivitäten, wahrscheinlich nach einem Brand, sie lag vermutlich in der Zeit von Tudhaliyas Nachfolgern Arnuwanda III. (etwa 1215 bis 1214 v. Chr.) und Šuppiluliuma II. (etwa 1214 bis 1190 v. Chr.), den letzten bezeugten Herrschern des Hethiterreiches vor dessen Untergang.
Die im Verhältnis zu anderen ausgegrabenen Palastanlagen geringe Funddichte bei Einrichtungsgegenständen und sonstigen Fundstücken auf Büyükkale lässt darauf schließen, dass der nach 1190 vollzogene Auszug ohne Fremdeinwirkung in geordneten Bahnen vor sich ging. Die Bewohner waren in der Lage, wichtige Utensilien mitzunehmen und ließen lediglich ihnen unwichtig erscheinende (oder schwere) Gegenstände wie beispielsweise die Tontafeln zurück. Vorhandene Spuren von Bränden wie an den königlichen Palästen stammen wahrscheinlich aus einer Zeit, in der die Stadt bereits verlassen war.
In einer Grube bei Gebäude G sowie im Grabungsschutt im Bereich der südlichen Befestigung kamen – ebenso wie in den Tempeln 5 und 9 der Oberstadt – einige Fragmente von Wandmalereien zu Tage. Die kleinen und schlecht erhaltenen Bruchstücke sind zwischen 0,2 und 0,55 Zentimetern dick und bestehen aus ein bis zwei Putzschichten, gelegentlich ist unter der Farbe noch eine weiße Grundierung feststellbar. Die verwendeten Farben sind neben Schwarz und Weiß hauptsächlich Rot, Blau und Ockergelb. An Motiven sind Rosetten, Spiralen und Bänder zu erkennen. Die Malereien werden in die zweite Hälfte des 13. Jahrhunderts v. Chr. datiert.

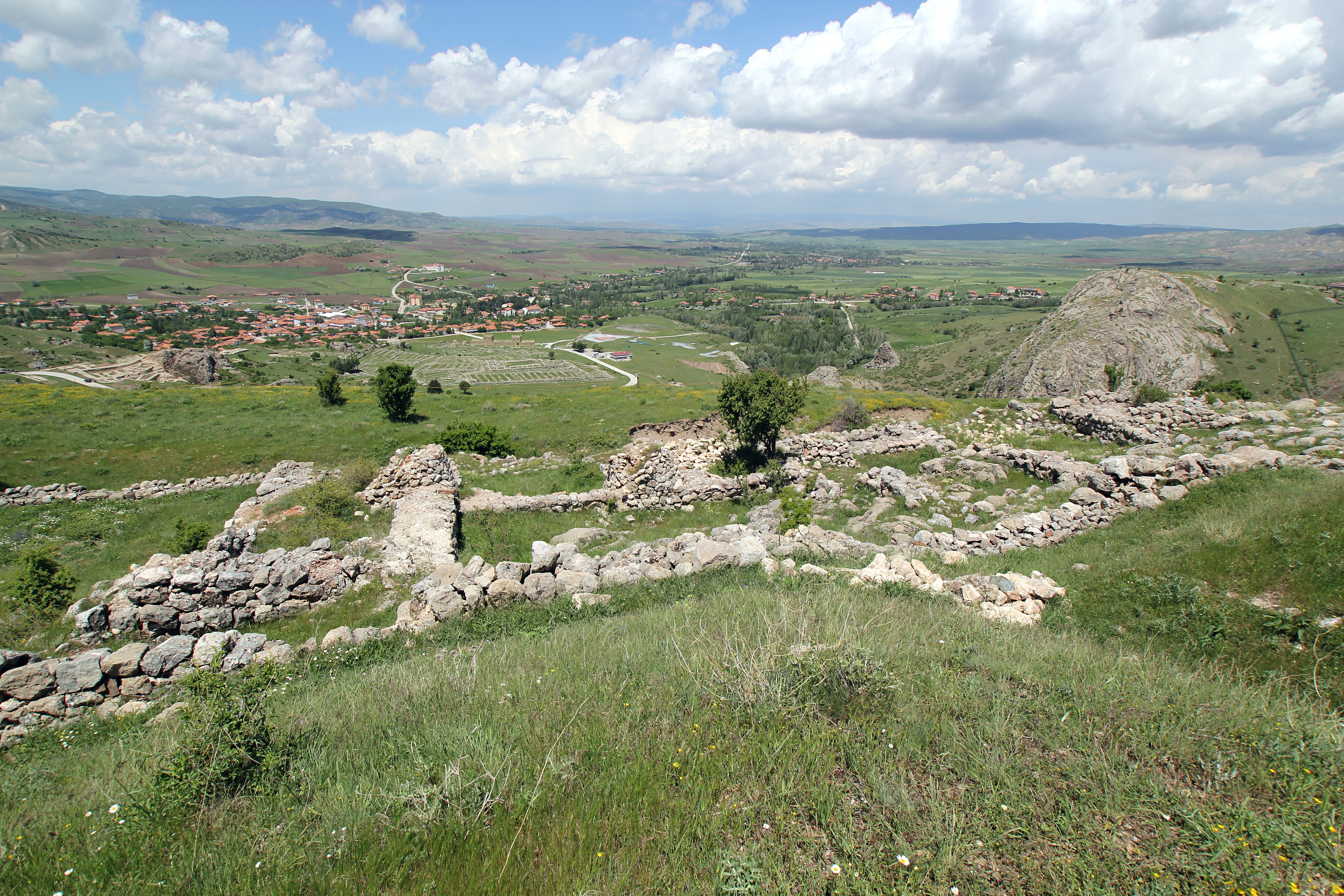
Gebäude E und F, Königspalast
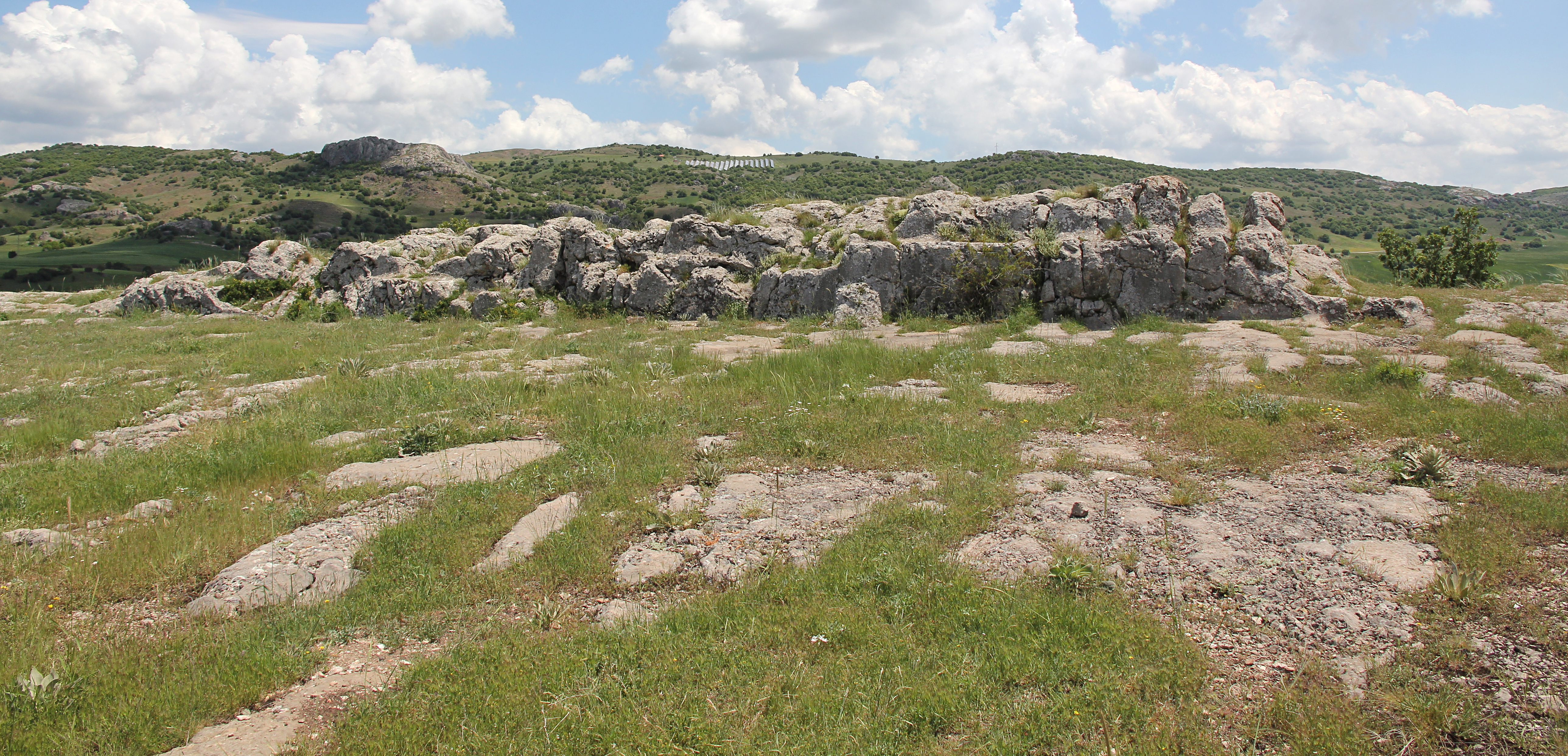
Oberer Burghof mit Felsbarriere
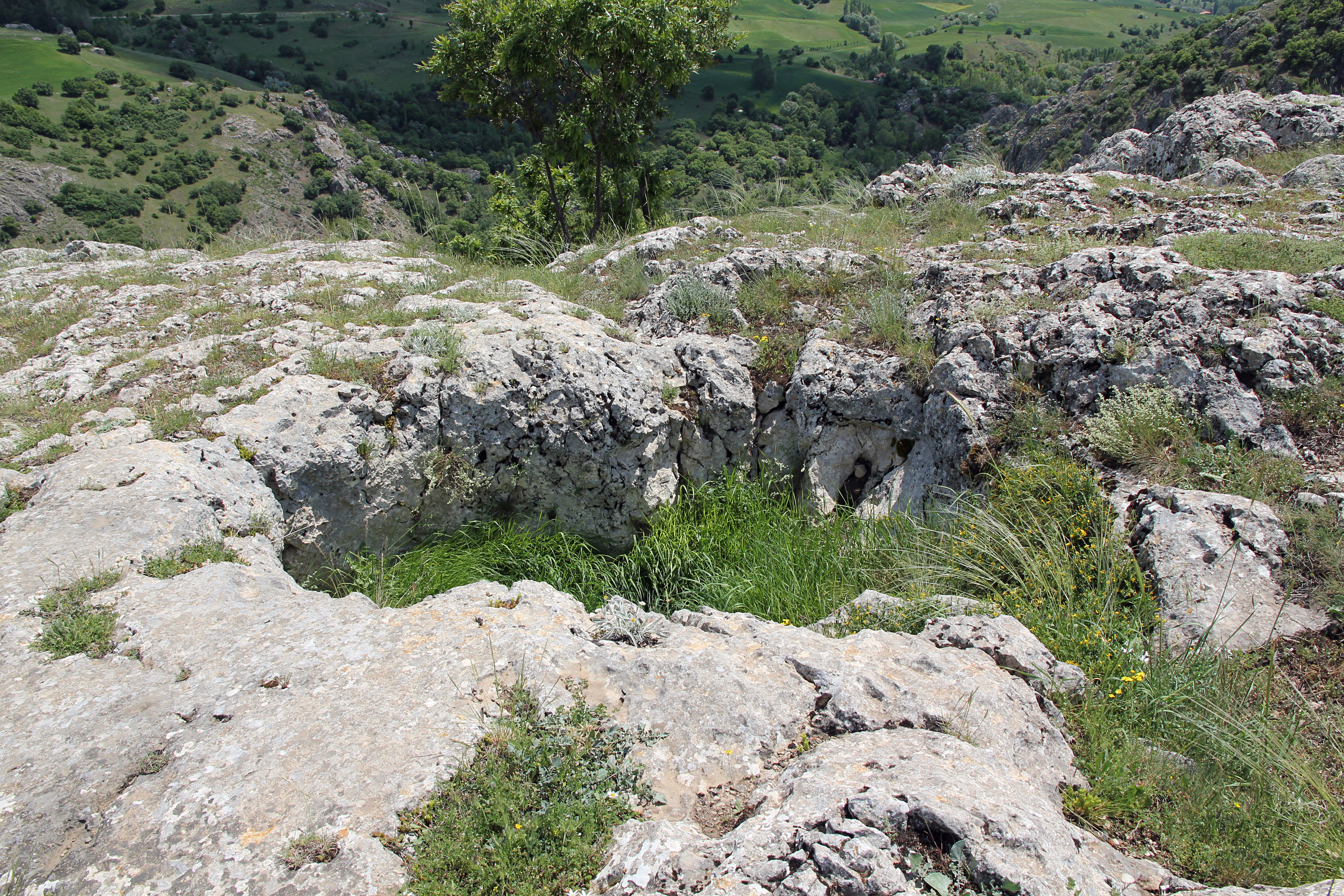
Grube (Zisterne oder Vorratsgrube) auf der Felsbarriere
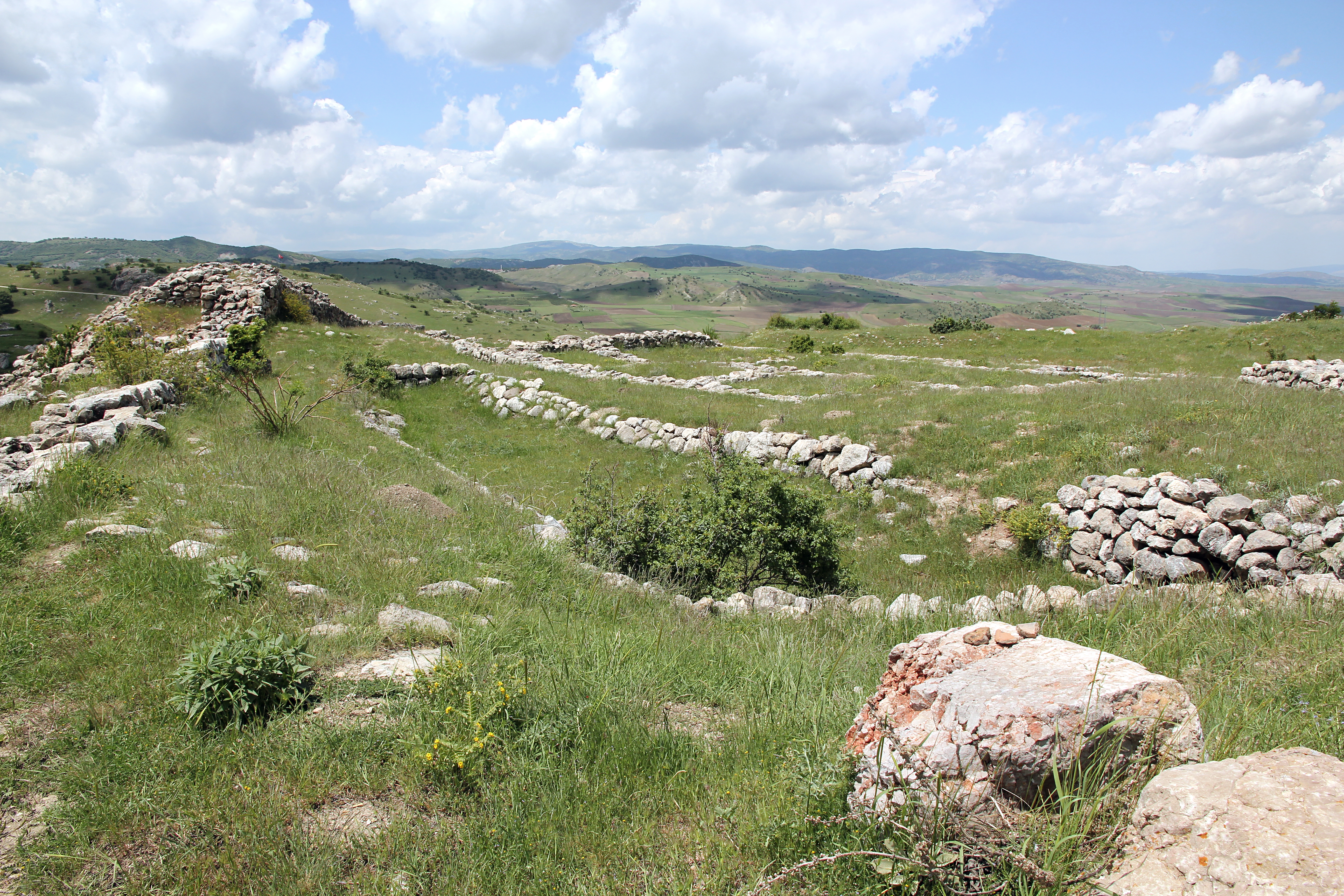
Wasserbecken zwischen Haus G und J
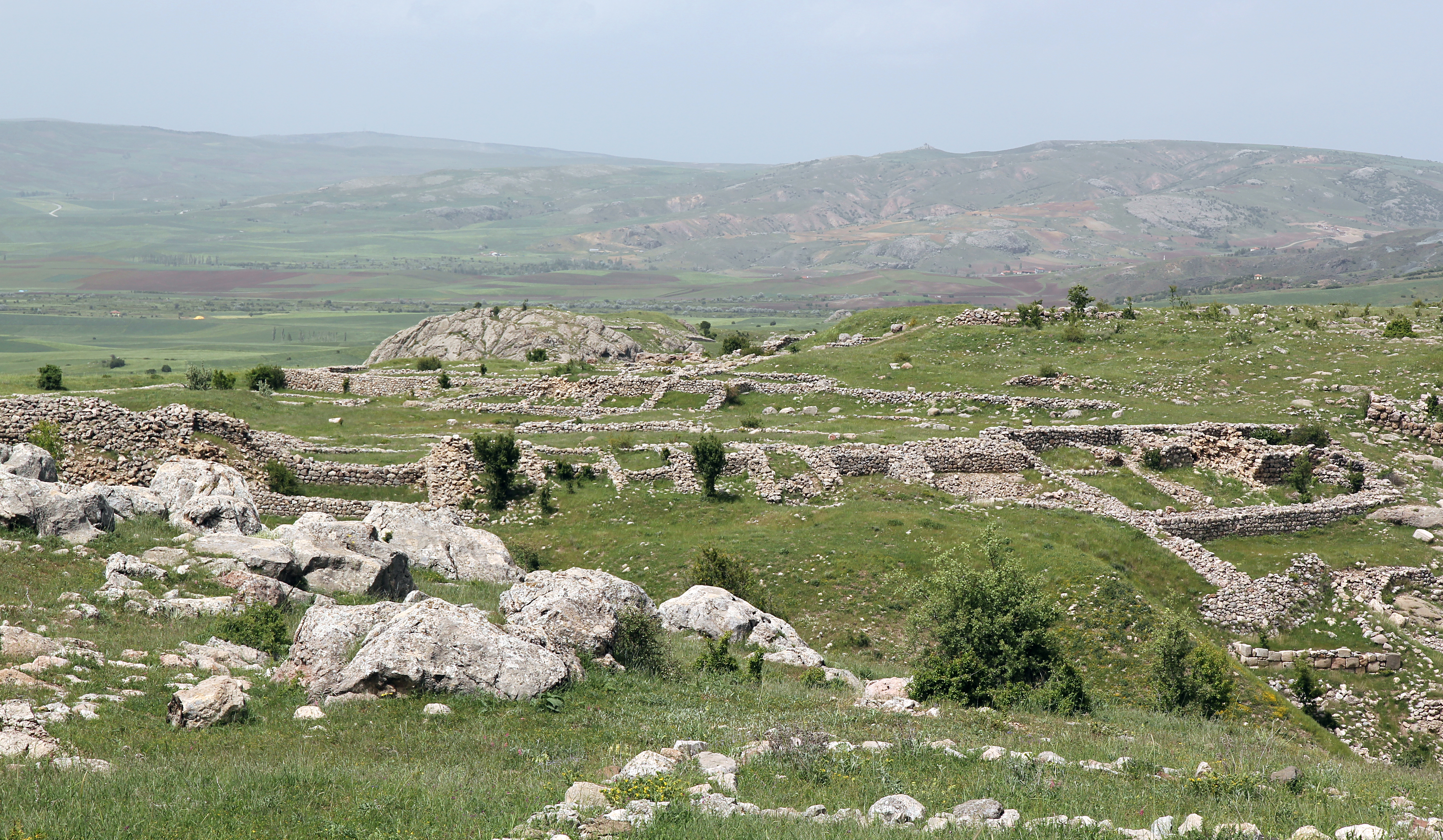
Rechts Gebäude K und Osttor, links davon Burgmauer mit Gebäude J
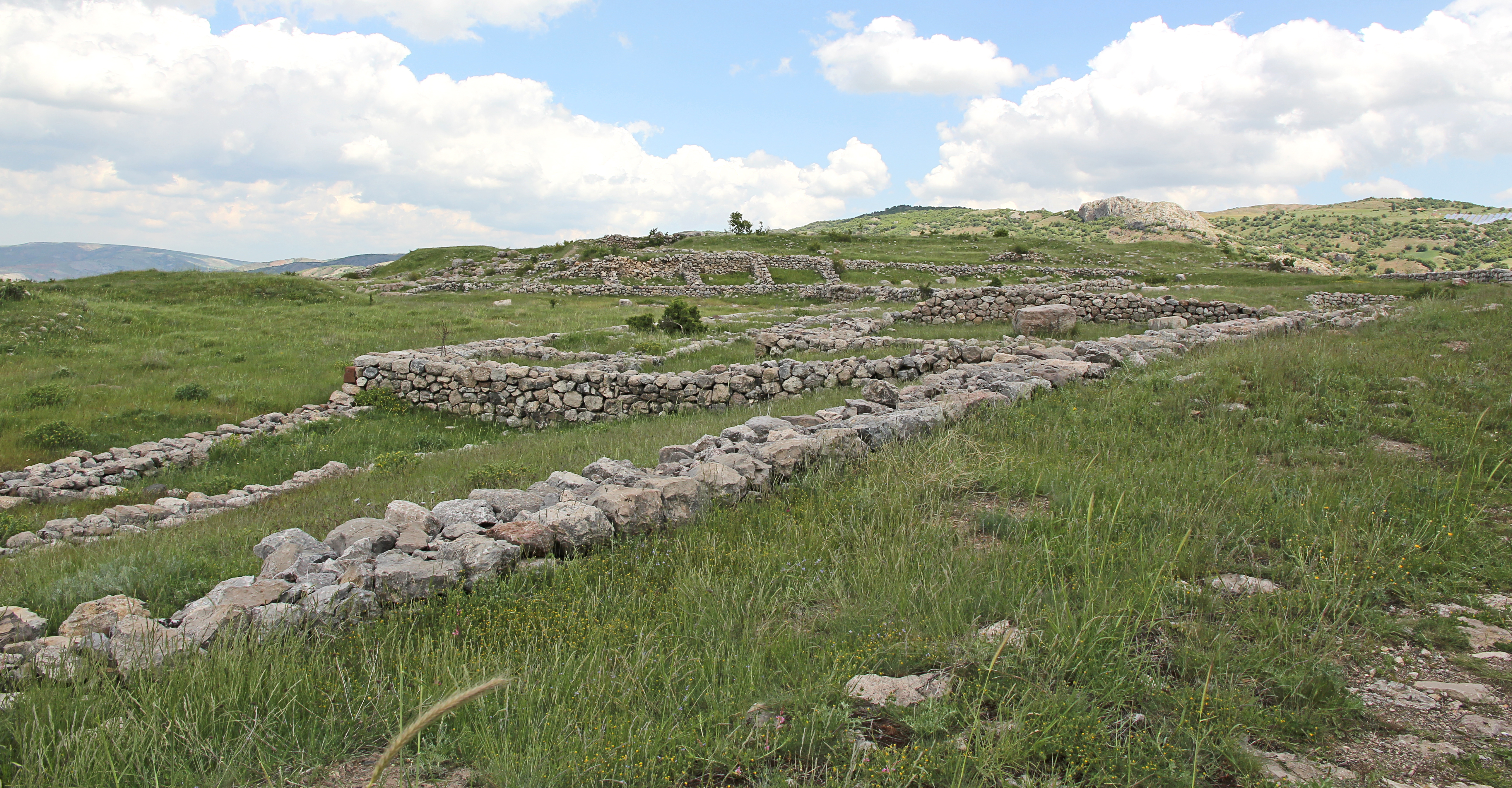
Gebäude G, im Hintergrund Gebäude A

### Nachhethitische Zeit

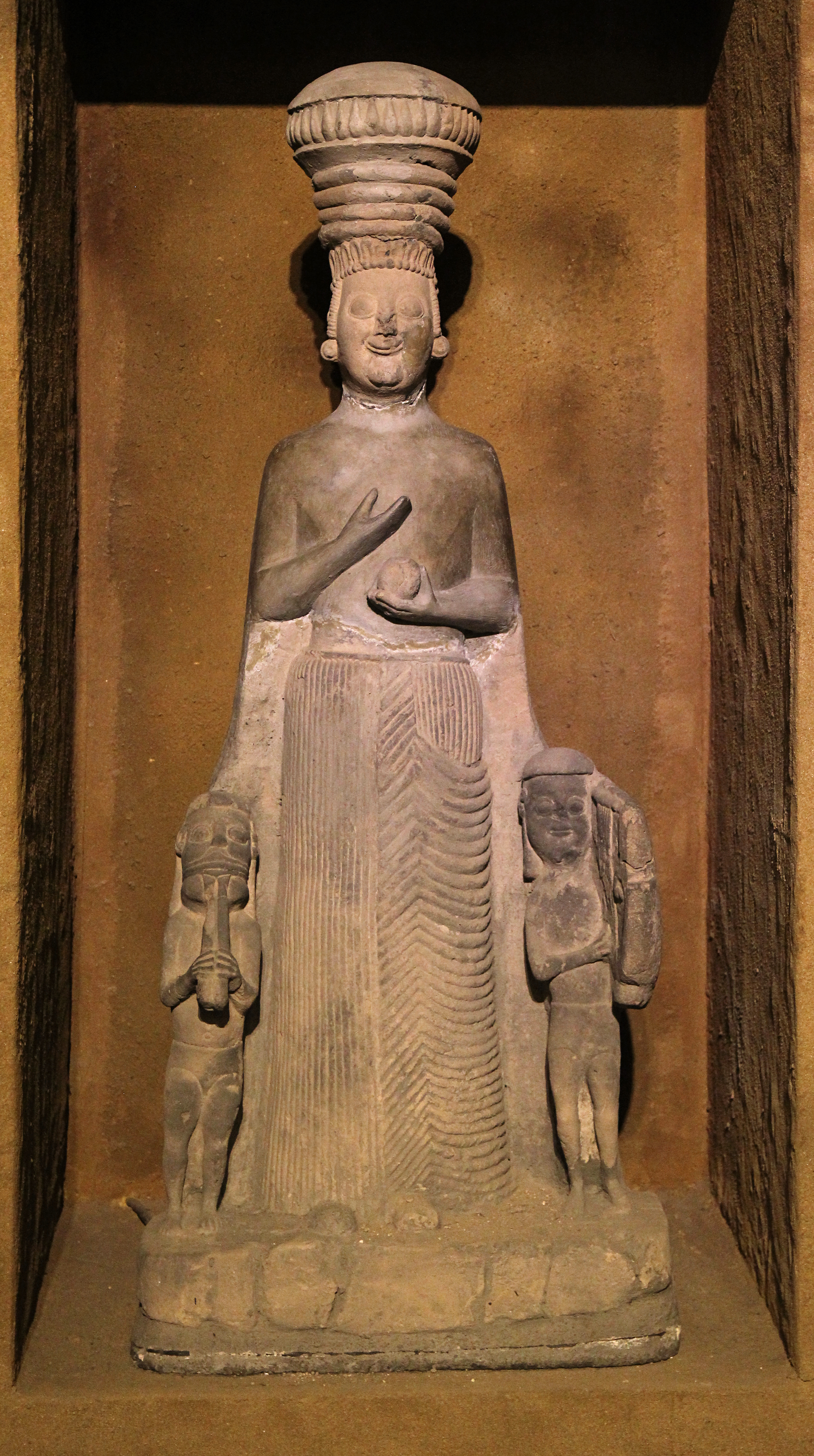
Statue der Kybele vom Südosttor der phrygischen Befestigung

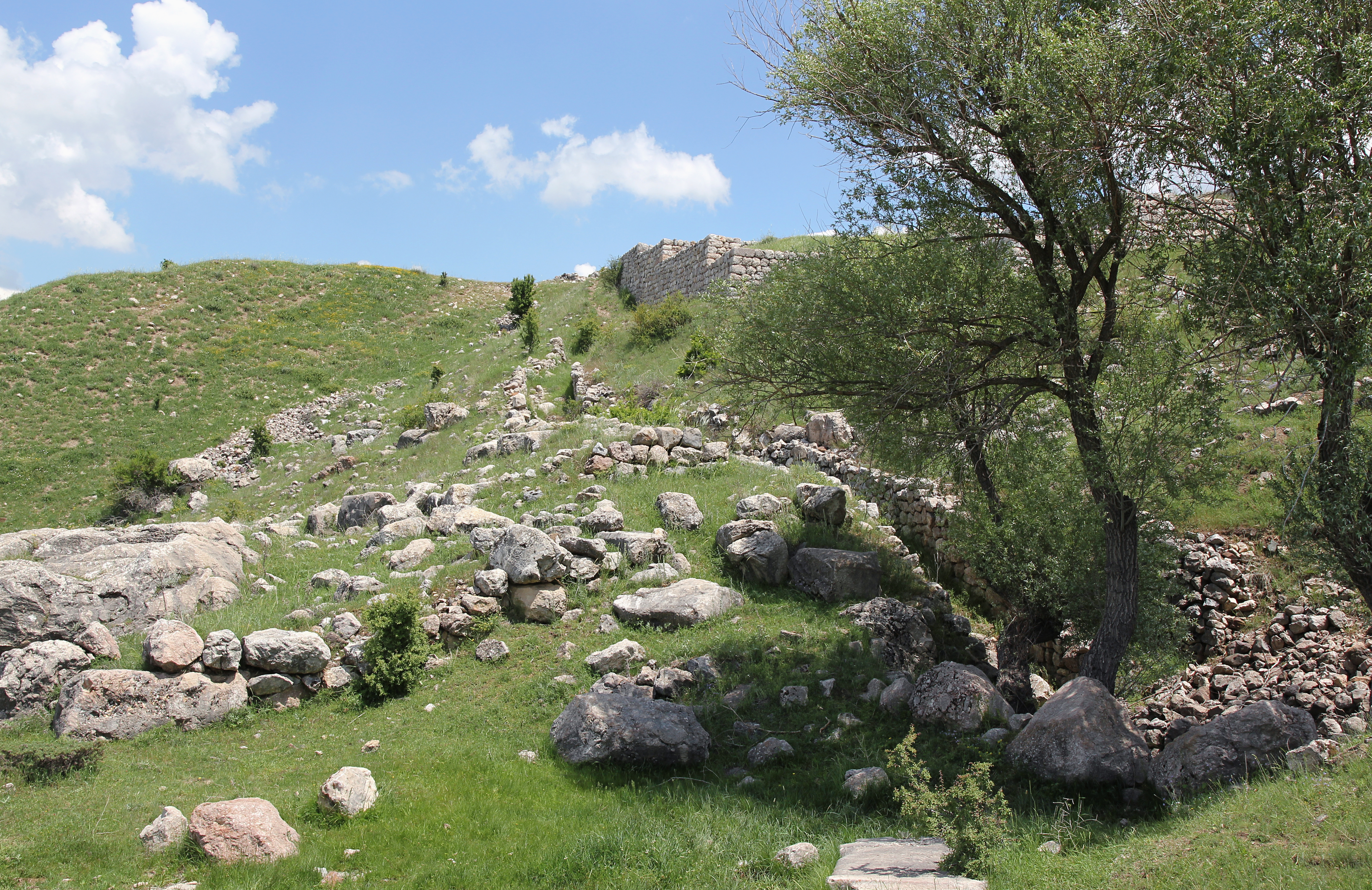
Phrygische Treppe von der Quelle zum Südwesttor

Nachdem Ḫattuša im frühen 12. Jahrhundert v. Chr. verlassen worden war, waren zwar andere Teile der Stadt, zum Beispiel Büyükkaya, nach einiger Zeit von einfachen, anatolischen Einwohnern wieder besiedelt worden, möglicherweise auch von Kaškäern. Scheibengedrehte Keramik mit deutlich hethitischen Merkmalen führt zu der Annahme, dass in dieser eisenzeitlichen Bevölkerung auch noch hethitische Elemente vertreten waren. Auf Büyükkale jedoch setzte eine Besiedlung erst wieder zu Beginn des 8. Jahrhunderts v. Chr. ein. Dass es sich bei den neuen Einwohnern um Phryger handelte, ist anhand von zahlreichen Funden, darunter auch Inschriften, belegbar.

#### Phrygische Besiedlung
In den ersten, nicht vor dem 8. Jahrhundert v. Chr. beginnenden Bauphasen IIb und IIa entstand im Südteil des Plateaus bis hinauf zum ehemaligen oberen Burghof eine unbefestigte Siedlung. Sie bestand vorwiegend aus ein- oder zweiräumigen Häusern, darunter einige sogenannte Grubenhäuser. Bei diesen war ein unterer Teil der Räume ins Gelände eingetieft. Etwas höher gelegen, im Bereich des oberen Burghofes befand sich vermutlich die Residenz des Herrschers. Da die Bauten dieser Phasen zum größten Teil in der folgenden Zeit überbaut wurden, sind nur spärliche Reste davon nachweisbar. Das Ende dieser altphrygischen Phase wurde oft mit den Kimmerer-Einfällen gegen Ende des 7. Jahrhunderts v. Chr. in Verbindung gebracht. Andreas Schachner hält diese Erklärung für unhaltbar, da zum einen die Kimmerer in Zentralanatolien nirgends nachweisbar seien und auch die Datierung der Zerstörung von Gordion, die mit den Kimmerern in Verbindung gebracht wurde, nicht gesichert sei. In dieser Zeit wurde die Unterstadt Ḫattušas zerstört und gebrandschatzt, auf Büyükkale sind davon jedoch keine Spuren feststellbar.
Im Zuge der anschließenden erneuten Besiedlung mit den Bauphasen Ib und Ia wurde der Hügel wieder befestigt, sodass nun erstmals ein kompletter Stadtkomplex mit Siedlung, Herrscherpalast und Stadtmauern auf dem Büyükkale Platz fand.
Die Befestigungsmauern entstanden im Südwesten, Süden und Südosten und folgten, lediglich etwas nach oben versetzt, der hethitischen Anlage. Im Unterschied dazu waren sie jedoch nicht in Kastenbauweise, sondern massiv und damit insgesamt schwächer gebaut. Bis auf wenige Ausnahmen waren sie auch vollständig aus Bruchsteinen errichtet, Ziegel wie bei der hethitischen Mauer kommen nur an einem Torbau vor. Die Abstände zwischen den Türmen waren sehr unterschiedlich, die Kurtinen hatten Längen von bis zu 35 Metern. Die Türme, die vermutlich die Mauern überragten, waren nicht in sie integriert, sondern eigenständige Baukörper. Die Kurtinen waren an sie heran oder dahinter vorbei geführt. Die Befestigung hatte im Westen und Südosten jeweils ein älteres und ein jüngeres Tor. Davon ist das jüngere Südosttor bemerkenswert, da es durch seine monumentale Ausgestaltung an die hethitischen Toranlagen erinnert. Neben Opferplätzen und Bildwerken konnte dort eine Kultnische festgestellt werden, in der eine Statue der Kybele stand. Von einem Brunnen, der bei der Quelle am Südwesthang des Hügels angelegt wurde, führt ein Treppenaufgang zur Südwestbastion.
Die Innenbebauung ist in der jünger-phrygischen Epoche in drei Abschnitte aufgeteilt, die durch zwei Mauern erfolgte, eine von Nord nach Süd und eine zweite, im nördlichen Teil winklig daran nach Osten anschließende. Im nördlichen Bereich, etwa identisch mit dem hethitischen oberen Burghof, lag der Palast. Er hatte insgesamt Trapezform und maß von West nach Ost etwa 30 Meter, von Nord nach Süd zwischen 16 Meter im Osten und 25 Meter im Westen. Er wurde von einem Hof im Norden durch eine Art Vorhalle betreten, die aus fünf kleinen Gelassen bestand. Der zentrale Raum von 8 × 11 Metern war von Räumen in Doppelreihen umgeben. Den südlichen Abschluss bildete die genannte Abschnittsmauer, im Westen lagen verschiedene, dazu gehörige Wirtschaftsgebäude. Die beiden anderen Abschnitte waren Wohnquartiere. Dabei gab es eine Reihe von rechteckigen Gebäuden, die als Werkstätten, Magazine und auch Verwaltungs- und Kultgebäude interpretiert werden. Bei anderen, weniger rechtwinklig angelegten Häusern handelte es sich um reine Wohngebäude. Allgemein verdichtete sich in dieser späteren Phase die Bebauung, die sich nach einem durch die Tore bestimmten Wegesystem richtete, was zu der unregelmäßigen Bauweise führte. Im Unterschied zur hethitischen Zeit sind die phrygischen Häuser ausschließlich aus Bruchsteinen erbaut, von Lehmziegeln sind keine Spuren erhalten. Es ist jedoch nicht ausgeschlossen, dass in möglicherweise vorhandenen, aber nicht nachweisbaren Obergeschossen solche zum Einsatz kamen.
Der Beginn der zweiten phrygischen Bebauungsphase wird auf den Anfang des 7. Jahrhunderts v. Chr. datiert. Ihr Ende lag wahrscheinlich frühestens am Übergang vom 6. zum 5. Jahrhundert, als das Südosttor zerstört wurde. Es kann aber nicht ausgeschlossen werden, dass die Siedlung noch – unbefestigt – lange danach weiter bestand.

#### Hellenistische und römische Bebauung
In hellenistischer und römischer Zeit existierte nochmals eine befestigte Siedlung auf dem Büyükkale, von der allerdings nur spärliche Reste erhalten sind. Dazu gehören zwei Mauersockel einer Befestigung im Südosten und Südwesten, jedoch ohne Türme oder Bastionen. Sie bestand wie die phrygische Mauer aus Schalenmauerwerk mit einer Verfüllung aus Geröll. An zwei Stellen gibt es an die Mauer anschließende Gebäudespuren, die wahrscheinlich zu Räumen für Wachmannschaften gehörten. Andere Mauerreste im Inneren der Befestigung könnten Wohnräume darstellen. Durch Kleinfunde lassen sich die Gebäude auf hellenistische beziehungsweise römische Zeit datieren. Der Beginn dieser Bebauungsperiode kann auf das späte 2. Jahrhundert v. Chr. datiert werden, das Ende wohl in die spätere römische Kaiserzeit im 3. Jahrhundert n. Chr. Es gibt keine Hinweise auf eine längere Bebauungspause zwischen phrygischer und hellenistischer Zeit.
Einzelfunde wie Münzen und Keramik aus byzantinischer, seldschukischer und osmanischer Zeit bestätigen, dass sich auch in späteren Epochen Menschen auf Büyükkale aufhielten. Architektonische Zeugnisse sind davon nicht vorhanden.

## Tontafeln
In Ḫattuša wurden insgesamt 30.000 beschriftete Tontafeln gefunden. Allein 4.000 davon entfallen auf das Archiv in Haus A der Spätzeit. Kurt Bittel vermutet aufgrund der Fundsituation, dass sie in Holzregalen, möglicherweise im Obergeschoss, gelagert waren. Auch in den Gebäuden E und K bestanden umfangreiche Tontafelarchive. Die ältesten stammen aus der Zeit der assyrischen Handelskolonien, die meisten jedoch aus hethitischer Zeit. Sie sind außer in hethitischer und assyrischer Sprache in den Sprachen Hurritisch, Palaisch, Luwisch und Hattisch abgefasst. Die Texte haben profane ebenso wie religiöse Inhalte. Dazu gehören Kaufverträge (speziell aus der Karumzeit), Korrespondenz mit auswärtigen Herrschern, Verträge, aber auch Dienst- und Kultvorschriften.
Obwohl die Texte sehr zahlreich sind, bezieht sich keiner von ihnen auf den Palast. Einzig ein Fragment, von dem leider nur die erste Tafel vorhanden ist, lässt Rückschlüsse auf eventuelle Funktionen der Palastarchitektur zu. Es handelt sich um den sogenannten Mešedi-Text, eine Dienstvorschrift für Bedienstete des Palastes. Die Tafel wurde Anfang des 20. Jahrhunderts im westlichen Teil des Burghügels von Winckler und Makridi gefunden. Aufgrund der fehlenden Dokumentation der Grabung ist der genaue Fundort nicht mehr nachvollziehbar. Der Text ist in der älteren Großreichszeit entstanden, lässt sich aber auch auf die letzte Bauphase des Burgbergs beziehen. Der Text erwähnt im Palastbereich zwei getrennte Höfe, den Hof des Ḫalentuva-Hauses, womit der Wohnsitz des Herrschers gemeint ist, und den Hof der Leibwache (Mešedi-Hof), der daran grenzt und auf oder an dem Gerichtsverhandlungen und Empfänge stattfanden. Beide verfügen über verschiedene Tore, dazu gehören das Große Tor (É ḫilammar) und das Kaškaštepa-Tor des Wohnpalasts, auch ein unteres und ein oberes Tor werden erwähnt. Ersterer Hof kann wohl mit dem oberen Burghof gleichgesetzt werden, der Mešedi-Hof ist vermutlich der mittlere Burghof mit dem Audienzgebäude D. Das Kaškaštepa-Tor bezeichnet den Eingang vom mittleren zum oberen Burghof, das Große Tor dürfte als dasjenige vom unteren zum mittleren Hof zu deuten sein. Der Eingang mit der Vorhalle von Haus D könnte das erwähnte untere Tor sein. Ein Ort mit der Bezeichnung É arkiu, bei dem es sich wohl um eine Art Kapelle handelte, in der der König vor Verlassen des Palastes sein Gebet verrichtete, ist möglicherweise mit dem Heiligtum im Zentrum von Gebäude C zu identifizieren. Maciej Popko identifiziert noch einige andere Tempel auf Büyükkale, allerdings sind diese Lokalisierungen sehr spekulativ. Im Zusammenhang mit den Toren werden Arsenale erwähnt, in denen die Waffen gelagert wurden, die die Bediensteten der Garde beim Verlassen des Geländes beim jeweiligen Pförtner abzugeben hatten.